# Everton Football Club
Vous lisez un « bon article » labellisé en 2010.
Pour les articles homonymes, voir Blues (homonymie), Everton et EFC.
Maillots
Actualités
L'Everton Football Club (EFC), aussi nommé Everton, est un club professionnel de football anglais, basé dans la ville de Liverpool et fondé en 1878 dans le district d'Everton (en), qui fait partie en 1888 des membres fondateurs du championnat anglais, la Football League.
Le club connait un succès quasi immédiat après sa fondation en remportant son premier championnat en 1891, puis quatre nouveaux titres de champion et deux coupes d'Angleterre entre 1906 et 1939. Après la Seconde Guerre mondiale, il traverse une période sans succès d'une vingtaine d'années avant de gagner deux championnats et une coupe d'Angleterre. Le milieu des années 1980 est la dernière période faste du club avec deux victoires en championnat, une nouvelle coupe d'Angleterre et une coupe d'Europe des vainqueurs de coupe, unique trophée continental du club. Le dernier titre au palmarès d'Everton est une coupe d'Angleterre conquise en 1995.
Everton a remporté le championnat à neuf reprises, ce qui le place au cinquième rang de la hiérarchie derrière Manchester United, Liverpool, Arsenal et Manchester City. Le club participe à la Premier League de manière constante depuis qu'elle a été mise en place en 1992.
Le club connaît une rivalité historique avec le Liverpool Football Club, fondé en 1892 sur l'initiative d'un ancien président du club d'Everton. Cette sécession se traduit alors par le déménagement de l'Everton Football Club vers un nouveau stade, Goodison Park, en lieu et place d'Anfield, devenu le stade du Liverpool Football Club. Les matchs entre les deux clubs sont connus sous le nom Merseyside derby. Everton compte de nombreux supporters et attire en moyenne plus de 36 000 spectateurs à Goodison Park, soit 95 % de la capacité du stade.
Les couleurs du club sont traditionnellement le bleu roi et le blanc. De nombreux joueurs célèbres ont porté le maillot d'Everton, comme Alan Ball, Brian Labone, Gary Lineker, Paul Gascoigne, Wayne Rooney ou Dixie Dean, auteur de 60 buts lors de la saison 1927-1928. Depuis 2000, le club organise au début de chaque saison une cérémonie célébrant les joueurs les plus marquants de son histoire, qui se traduit par la nomination d'un Everton Giant (un « Géant d'Everton »).
Bien que le club n'ait plus remporté le moindre trophée depuis 1995, Everton est l'un des clubs les plus historiques du football anglais. Il détient le record du nombre de saisons disputées en première division anglaise (121) et est le cinquième club à avoir remporté le plus de championnats.
L'irlandais Séamus Coleman fut le capitaine de l'équipe.

## Histoire

### 1878-1918: Genèse

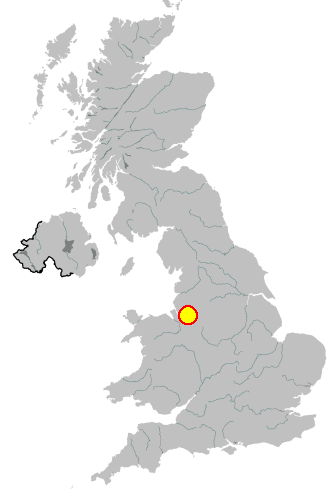
Localisation de la ville de Liverpool

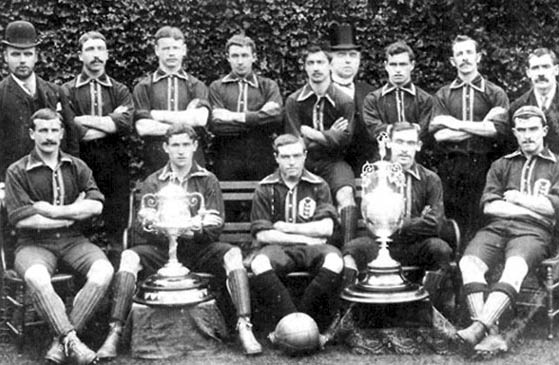
Les joueurs d'Everton, champions d'Angleterre pour la première fois de l'histoire du club en 1891.

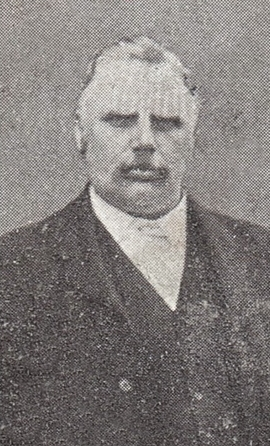
Dick Molyneux, premier entraineur champion d'Angleterre avec Everton.

Le club de football d'Everton est fondé sous le nom de St. Domingo’s en 1878 afin que les paroissiens de l'église méthodiste St. Domingo's, dans le district d'Everton (en) de Liverpool, puissent pratiquer un sport en dehors de la période estivale pendant laquelle se pratique le cricket. Le club élit domicile en 1878 à Stanley Park et la première rencontre de l'histoire du club eut lieu la même année et se termina par une victoire 1-0 contre Everton Church Club. En novembre 1879, le club est renommé Everton Football Club quand les activités du club sont élargies au-delà des limites de la paroisse. Le premier match officiel sous le nom d'Everton fut un triomphe 6-0 contre St. Peters.
Six années après l'arrivée à Stanley Park, le club décide de déménager et s'installe à Priory Road pour deux saisons, avant de choisir Anfield comme stade en 1884. Durant ses années à Anfield, le club transforme le stade en l'une des enceintes les plus modernes du monde. Le club adopte le statut professionnel en 1885 et devient un des membres fondateurs de la Football League en 1888. La même année, William Edward Barclay est nommé comme entraineur et devient ainsi le premier manager officiel de l'histoire du club. Pour la première saison de championnat, Everton termine huitième au classement avec vingt points. Barclay ne reste finalement qu'une seule saison sur le banc du club et est remplacé en 1889 par Dick Molyneux, avec qui Everton réalise ses premières belles saisons. Les Toffees terminent seconds à l'issue de la saison 1889-1890 et démarrent d'une superbe manière la saison 1890-1891. Emmené par les performances de leur attaquant vedette de l'époque Fred Geary, buteur à l'occasion des six premiers matchs de la saison, le club gagne son premier titre en Championnat d'Angleterre de football à l'issue de la saison 1890–1891 avec 29 points en devançant le club de Preston North End. L'année suivante, en 1892, les Toffees ne parviennent pas à conserver leur couronne mais inaugurent leur stade actuel, Goodison Park. Cette enceinte reste, longtemps, la plus moderne de Grande-Bretagne. La saison 1892-1893 est une nouvelle fois bonne pour le club qui termine sur le podium en championnat, derrière Sunderland et Preston North End et qui atteint pour la première fois de son histoire la finale de la FA Cup. Malheureusement, Everton s'inclinera sur le score de 1-0 contre Wolverhampton Wanderers. 

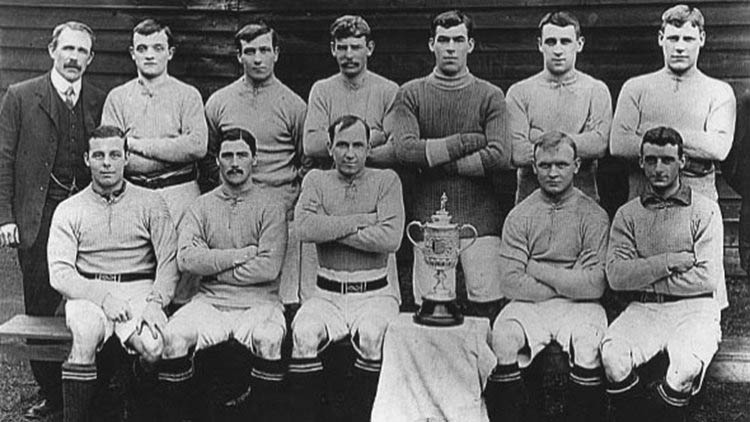
Les joueurs d’Everton vainqueurs de la FA Cup en 1906

Toujours sous la direction de Molyneux, Everton va continuer à réaliser plusieurs saisons intéressantes durant les années 1890. Le club termine second en 1895 puis troisième en 1896 et en 1897, l'équipe atteint pour la seconde fois la finale de la Coupe d'Angleterre mais s'incline une nouvelle fois, cette fois 3-2 contre Aston Villa. Malgré ses bonnes performances, Everton ne remporte finalement aucun titre après le sacre de 1891 et Molyneux quitte le club en 1901. Il est alors remplacé par Will Cuff qui restera 17 ans à Goodison Park. Pour sa première saison, il place Everton à la seconde place du classement, à trois points de Sunderland. Après une nouvelle deuxième place en 1895, Cuff permet au club de remporter la première Coupe d'Angleterre de son histoire en 1906 en battant Newcastle United sur le score de 1-0 grâce à une réalisation de l'ailier Alex Young. Cuff et ses joueurs atteingnent une nouvelle fois la finale de la FA Cup dès la saison suivante mais sont défaits 2 buts à 1 par Sheffield Wednesday, malgré l'égalisation de Jack Sharp. Les résultats du club chutent alors quelque peu et malgré deux secondes places en championnat en 1909 et 1912, l'équipe ne remporte plus de nouveau trophée durant huit années. Everton retrouve toutefois les sommets en remportant un nouveau titre de champion d'Angleterre en terminant un point devant Oldham Athletic en 1914-1915. Ce succès est notamment dû en grande partie aux performances impressionnantes de l'attaquant écossais Bobby Parker, qui terminera meilleur buteur du championnat avec 35 buts. À la suite de l'éclatement de la Première Guerre mondiale, tous les championnats sont suspendus durant plusieurs années.

### 1918-1945: Éclosion de Dixie Dean et nouveaux trophées

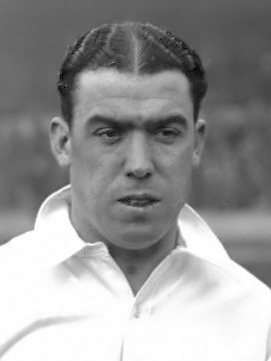
Dixie Dean, meilleur buteur de l'histoire du club débarque en 1925.

Will Cuff quitte le club en 1918. À la reprise du football en 1919, c'est Thomas H. McIntosh qui est nommé afin d'occuper la fonction de "secretary manager". La première saison après la guerre est décevante pour le club, pourtant tenant du titre en championnat. Les Toffees terminent seizièmes et sont éliminés dès le premier tour en FA Cup. Les années suivantes seront également décevantes, le club ne parvenant pas à se stabiliser dans le haut du classement et ne réalisant aucun parcours mémorable en coupe. Durant l'hiver 1925, McIntosh parvient à faire venir à Goodison Park le jeune attaquant anglais Dixie Dean, qui réalise une saison 1924-1925 exceptionnelle avec son club de Tranmere Rovers. Après une seconde partie de saison d'adaptation, Dean explose au plus haut niveau du côté d'Everton en inscrivant 33 buts en 40 matchs lors de la saison 1925-1926 et s'affirme très vite comme étant l'un des meilleurs buteurs du championnat.

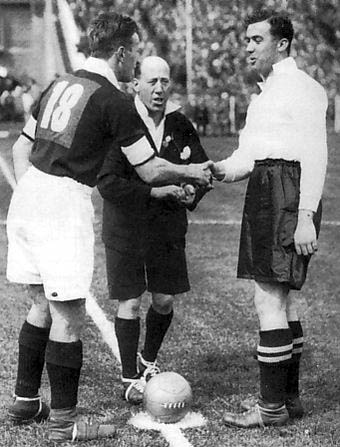
Dixie Dean et le capitaine de Manchester City avant la finale de FA Cup 1933.

Si les deux saisons suivantes sont de nouveau décevantes, malgré les performances de haut niveau de son buteur, Everton remporte un nouveau titre de champion en 1928 puis quelques mois plus tard, le premier Community Shield de son histoire en triomphant face à Blackburn Rovers. Malgré ces deux succès, le club connait une nette baisse de régime et est relégué en seconde division à l'issue de la saison 1929-1930. Toutefois, les pensionnaires de Goodison Park ne s'éterniseront pas dans l'antichambre de l'élite et parviendront à retrouver la première division dès la saison 1931-1932. Promu, Everton surprend alors tout le monde et remporte le quatrième titre de champion d'Angleterre de son histoire en 1932. La saison suivante, en 1933, les Toffees remportent la deuxième FA Cup de leur histoire en battant Manchester City à Wembley sur le score de 3-0 grâce à des buts de James Stein, James Dunn et de l'inévitable Dixie Dean. Le club perd le Community Shield 1933 sur le score sévère de 3-0 face à Arsenal, l'une des meilleures équipes de l'époque. McIntosh décide de quitter le club en 1935 et est remplacé par Theo Kelly sur le banc de touche. Durant la saison 1937-1938, Dixie Dean, au crépuscule de sa carrière, rencontre de plus en plus de difficultés à répondre aux exigences physiques demandées par le manager. C'est alors qu'après douze ans passés sur les bords de la Mersey durant lesquels il aura marqué 383 buts, il prend la décision de quitter Everton et rejoint Notts County.
Kelly s'appuie alors sur Tommy Lawton, un jeune attaquant de 18 ans pour prendre la place de Dean à la pointe de l'attaque. Déjà meilleur buteur de l'équipe durant la saison 1937-1938, Lawton, désormais attaquant phare du club inscrit au total 35 buts durant la saison 1938-1939 et contribue très largement au cinquième titre de champion d'Angleterre des siens cette saison-là. Ce cinquième titre national est toutefois synonyme de déclin pour le club.

### 1945-1961: Déclin
Le déclenchement de la Seconde Guerre mondiale provoque la suspension du championnat. Lors de sa reprise des compétitions en 1946, l'équipe d'avant-guerre d'Everton est dispersée à la suite des départs de plusieurs cadres, comme Lawton qui rejoint Chelsea et l'entraineur de l'époque Theo Kelly ne parvient pas à trouver la formule pour permettre au club de retrouver son niveau. Kelly quitte le club en 1948 et est alors remplacé par un ancien joueur du club, vainqueur de la FA Cup 1933, Cliff Britton. La même année, le 18 septembre 1948, 78 299 spectateurs assistent au derby face à Liverpool, ce qui constitue le record d'affluence du club. Après plusieurs saisons passées dans le ventre mou du classement, Everton est de nouveau relégué en 1950-1951 et reste trois saisons en division deux, ne retrouvant l'élite qu'en 1953-1954 lorsque le club finit vice-champion. Depuis lors, le club est toujours resté en première division.
Britton quitte le banc du club en 1956 mais aucun de ses deux successeurs (Ian Buchan et Johnny Carey) ne parviendra à replacer Everton dans le haut du classement.

### 1961-1992: Everton un grand club anglais

#### Années 1960, une décennie de succès
C'est finalement en 1961 que le vent va tourner du côté de Goodison Park lorsque Harry Catterick devient manager du club. Catterick parvient à redonner une véritable identité de jeu à sa nouvelle équipe, s'inspirant notamment de la grande équipe d'Everton des années 1920 mais aussi de Tottenham Hotspur. Les Toffees terminent d'ailleurs à une honorable quatrième place à l'issue de la première saison de Catterick en charge, tout en ayant la meilleure défense du championnat. En 1962-1963, lors de sa seconde saison à la tête de l'équipe, Catterick permet à Everton de gagner un nouveau titre de champion et la même année, les pensionnaires de Goodison Park participent à la première campagne européenne de leur histoire : qualifiés pour la Coupe des villes de foires, ils seront toutefois éliminés dès le premier tour par les Écossais de Dunfermline Athletic. Le club remporte le traditionnel Community Shield de début de saison en 1964 en écrasant Manchester United sur le score de 4-0 et en 1966 une nouvelle coupe d'Angleterre à la suite d'une victoire 3–2 en finale contre Sheffield Wednesday. Everton atteint à nouveau la finale en 1968, mais ne parvient pas à prendre le dessus sur West Bromwich Albion à Wembley. Deux saisons plus tard en 1969-1970, Everton remporte le titre de champion avec une avance de neuf points sur Leeds United, son poursuivant immédiat. Everton est le premier club anglais à se qualifier cinq années consécutives, de 1962 à 1967, pour une compétition européenne.

#### Années 1970, un club important mais sans succès
Cette période phare ne perdure toutefois pas durant les années 1970. Le club enchaine les performances décevantes en championnat au cours des saisons suivantes, ce qui pousse Harry Catterick à quitter le club en 1973. Bien que le club garde sa réputation de valeur sûre du royaume et reste un prétendant au titre, les successeurs de Catterick se révèlent incapables de conduire l'équipe à la conquête de nouveaux trophées. Everton FC est quatrième en 1974-1975 sous la direction de Billy Bingham, puis troisième en 1977-1978 et quatrième la saison suivante avec Gordon Lee à sa tête. Ce dernier quitte le club en 1981.

#### Années 1980, la première coupe d'Europe du club

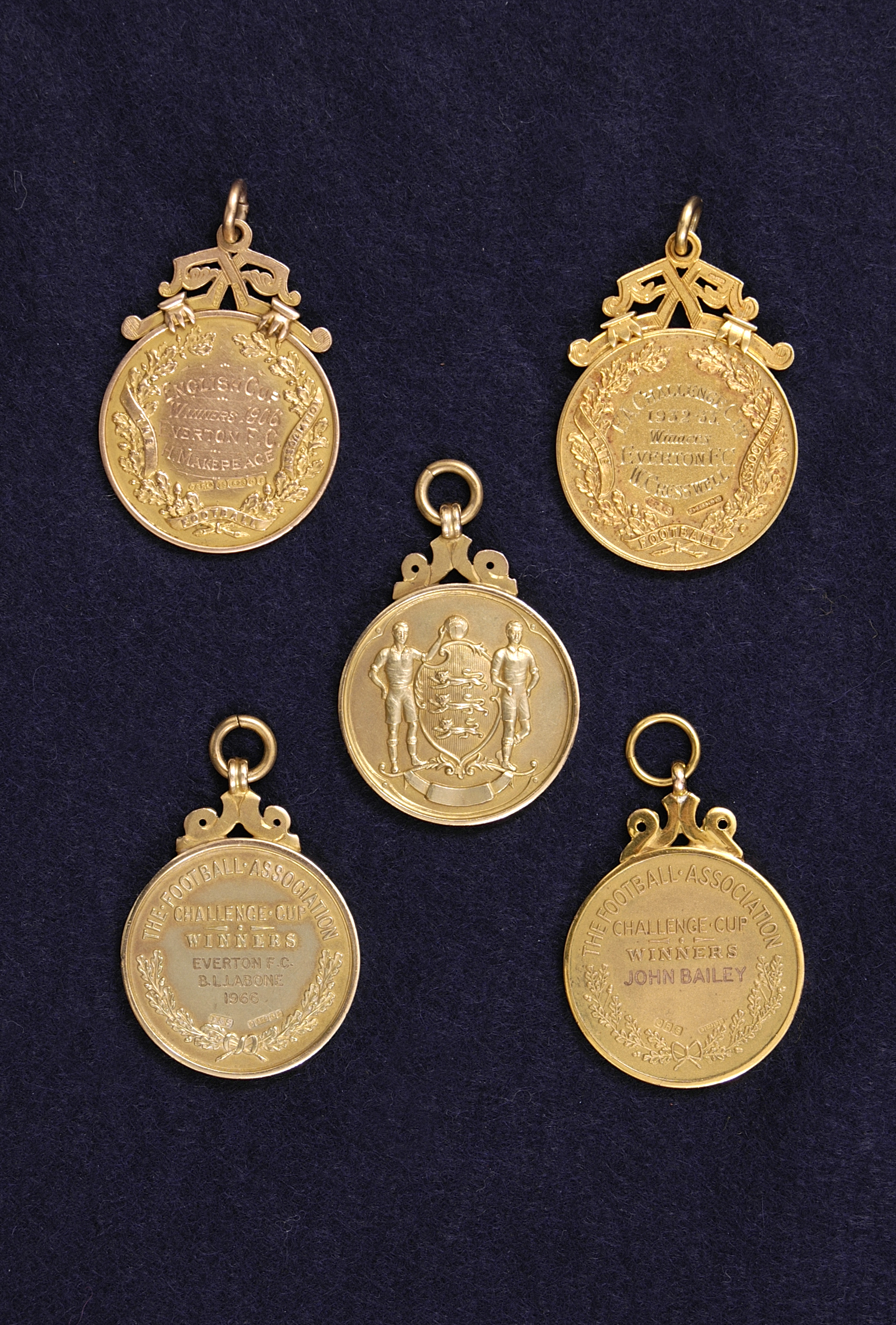
Médailles des victoires d'Everton en Coupe d'Angleterre

Devenu manager en 1981, Howard Kendall, ancien grand joueur du club dans les années 1960 et 1970, inaugure une période de grands succès, bien aidé par l'arrivée de plusieurs joueurs importants de l'histoire du club tels que Neville Southall, Kevin Ratcliffe ou encore Kevin Sheedy. Il l'emporte 3-1 face à Birmingham City et termine huitième à l'issue de sa première saison, faisant ainsi bien mieux que les dix-neuvièmes et quinzièmes places des deux saisons précédentes. En 1984, Everton est défait par le grand rival Liverpool en finale de la Coupe de la Ligue anglaise, mais remporte la coupe d'Angleterre en s'imposant 2-0 face à Watford, puis le Community Shield quelques mois plus tard face à Liverpool. Durant la saison 1984-1985, après un parcours qui les verra battre l'UC Dublin, le TJIS Bratislava et le Fortuna Sittard, les Toffees se défont du Bayern Munich 3–1 sur l'ensemble des deux matchs en demi-finale, et gagnent sur le même score en finale contre le club autrichien du Rapid Vienne grâce à des buts de Andy Gray, Trevor Steven et Kevin Sheedy. Ce triomphe permet ainsi à Everton de conquérir son premier et unique trophée européen : la Coupe des coupes 1985.
Cette saison est vraisemblablement la plus réussie de l'histoire du club puisque Kendall et ses hommes remportent la même année le titre de champion, échouant de peu dans l'obtention d'un triplé, battus en finale de la coupe d'Angleterre par Manchester United. Conscient de la nécessité de renforcer l'effectif afin de rester compétitif face au voisin Liverpool, Kendall fait venir à Goodison Park l'attaquant star du football anglais, Gary Lineker en provenance de Leicester City contre 800 000 £. Malgré cette arrivée, les Toffees ne réussiront pas à garder leur titre et termineront seconds, derrière les Reds.
Du fait de l'exclusion de tous les clubs anglais des compétitions européennes consécutive au drame du Heysel en 1985, Everton n'a pas la possibilité de remporter davantage de trophées continentaux. Une part importante de l'équipe victorieuse de la coupe des coupes quitte le club à la suite de cette exclusion. De retour en finale de la FA Cup en 1986, Everton est de nouveau battu par Liverpool, comme en finale de la League cup.
Everton remporte un nouveau titre de champion d'Angleterre en 1986-1987. Kendall rejoint l'Athletic Bilbao après ce nouveau trophée, son adjoint Colin Harvey lui succède. Les années suivantes seront moins fructueuses. Hormis un quatrième Community Shield remporté en 1988, Everton ne remporte plus de trophée et s'enfonce dans le ventre mou du classement.

### Everton en Premier League

#### 1992-2002: Instabilité en Premier League et victoire en FA Cup

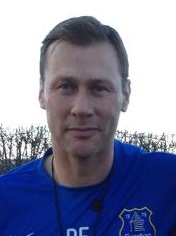
Duncan Ferguson, attaquant de 1994 à 1998 puis de 2000 à 2006.

Everton est un des membres fondateurs de la Premier League en 1992. Le club connaît alors une certaine instabilité au poste de manager. Howard Kendall revient au club en 1990 mais ne parvient pas à le conduire à de nouvelles victoires significatives. Son successeur Mike Walker ne remporte que six matchs en dix mois, ce qui en fait le manager ayant les plus mauvaises statistiques à la tête du club. Lorsque l'ancien joueur du club Joe Royle prend les commandes du club à la fin de l'année 1994, les résultats s'améliorent ; son premier match à la tête de l'équipe se solde par une victoire 2–0 contre les rivaux de Liverpool. Royle parvient à éviter la relégation et conduit le club à la victoire en coupe d'Angleterre pour la cinquième fois de son histoire, en battant Manchester United 1–0 en finale.

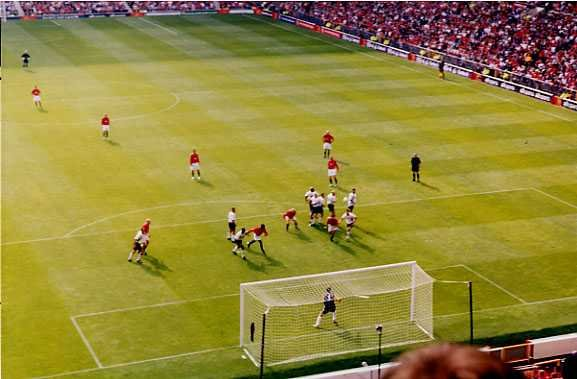
Les Toffees en déplacement à Old Trafford en 2000.

La victoire en coupe d'Angleterre permet à Everton de retrouver la Coupe des coupes. C'est la première campagne européenne du club depuis le drame du Heysel. Sous la direction de Joe Royle, l'équipe progresse et termine à la sixième place du championnat en 1995-1996. La saison suivante est beaucoup plus décevante : Royle quitte le club en mars, ce qui amène le capitaine Dave Watson à occuper temporairement le poste de manager. Il réussit à empêcher la relégation du club, qui termine à la quinzième place.
En 1997, Howard Kendall est nommé manager d'Everton pour la troisième fois. Ce choix se révèle infructueux, Everton finit dix-septième du championnat et n'échappe à la relégation que grâce à sa meilleure différence de buts par rapport à Bolton Wanderers. L'ancien manager des Rangers, Walter Smith remplace Kendall au cours de l'été 1998. Il reste trois saisons à la tête de l'équipe, au cours desquelles Everton finit toujours dans la seconde partie du classement. Alors qu'Everton est en position de relégable, le comité de directeur perd patience et licencie Smith en 2002.

#### 2002-2013: L'ère David Moyes

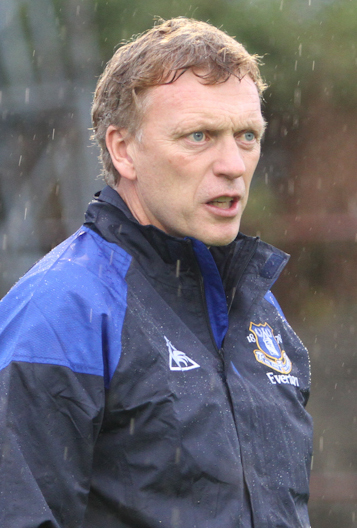
L'Écossais David Moyes permet au club de retrouver les compétitions européennes.

L'Écossais David Moyes le remplace et conduit Everton à une quinzième place, ce qui lui permet d'éviter la relégation,. Après cette saison délicate, Everton fait beaucoup mieux la saison suivante en terminant septième. Moyes s'appuie sur plusieurs joueurs formés au club tels que Tony Hibbert ou encore Leon Osman, ainsi que sur le leadership de la légende Duncan Ferguson, de retour au club pour y terminer sa carrière. Cette saison voit également l'éclosion de la jeune pépite Wayne Rooney, considérée comme l'une des plus grandes promesses du football anglais.

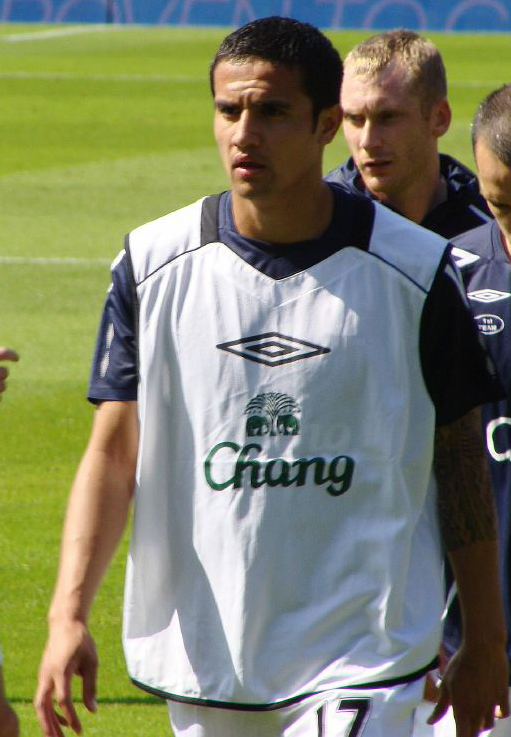
Tim Cahill, joueur phare d'Everton de 2004 à 2012.

La saison suivante est cependant plus compliquée puisque les Toffees terminent dix-septièmes et, incapables de retenir Rooney, sont contraints de vendre leur pépite à Manchester United pour un montant record de 27 millions de livres sterling. Cependant, le board continue de garder confiance en Moyes, qui fait notamment venir l'attaquant australien Tim Cahill en provenance de Milwall. Le club réalise ensuite une saison 2004-2005 de haute volée. Malgré la concurrence de plusieurs mastodontes du football anglais, Everton termine quatrième du championnat, devant le rival Liverpool, se qualifiant ainsi pour les barrages de la Ligue des champions. Durant l'été 2005, le prêt de l'Espagnol Mikel Arteta est converti en transfert définitif contre 2 millions de livres.

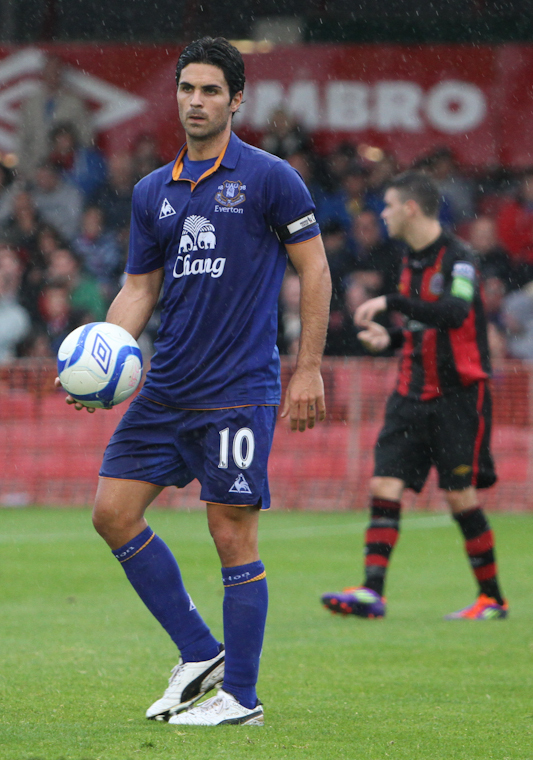
Mikel Arteta est l'un des hommes clés de David Moyes.

Désireux de batir une équipe compétitive et soutenu par la direction, Moyes bat le record du transfert le plus élevé pour le club à quatre reprises : il engage James Beattie pour 6 millions de livres sterling en janvier 2005, Andy Johnson pour 8,6 millions de livres sterling lors de l'été 2006, Yakubu Aiyegbeni pour 11,25 millions de livres sterling lors de l'été 2007 et enfin Marouane Fellaini pour 12 millions de livres sterling en septembre 2008.
La saison 2006-2007 voit Everton finir sixième et se qualifier pour la Coupe UEFA. En 2007, Everton prend le contrôle de l'équipe de basket-ball des Toxteth Tigers, la première équipe de première division de basket-ball en Angleterre basée à Liverpool, qui est rebaptisé Everton Tigers. En 2008 Everton se qualifie à nouveau pour une compétition européenne grâce à une cinquième place en championnat. Le club est éliminé lors du premier tour de la coupe UEFA par le Standard de Liège. En 2009, Everton atteint pour la première fois depuis 1995 la finale de la Coupe d'Angleterre. L'attaquant français Louis Saha ouvre le score après quelques secondes de jeu mais les Toffees se feront finalement rejoindre, puis dépasser au score par Chelsea. Les saisons suivantes voient le club continuer de réaliser de belles performances, dans une Premier League toujours plus compétitive. Sous la direction du technicien écossais, Everton parvient en effet à se stabiliser dans le haut du classement, se qualifiant régulièrement pour l'Europe, mais restera incapable de réaliser un parcours européen mémorable ou de remporter un trophée. Le 1er juillet 2013, le manager écossais quitte son poste pour rejoindre Manchester United.

#### Depuis 2013: période actuelle
Le 5 juin 2013, Roberto Martínez, coach sortant du club de Wigan Athletic Football Club est officiellement nommé en tant que nouvel entraîneur d'Everton, pour une durée de quatre ans.

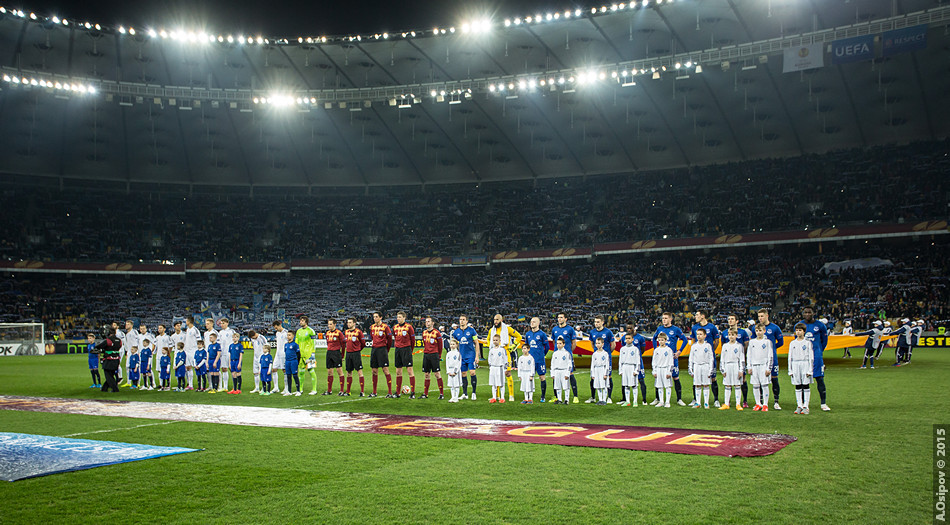
Les Toffees en Ligue Europa face au Dynamo Kiev

L'entraîneur reste un peu moins de trois ans chez les Toffees. Sa première saison est particulièrement réussie puisqu'il réussit à faire progresser l'équipe en l'emmenant à la cinquième place du classement, manquant de peu une qualification pour la Ligue des champions.
Emmené notamment par le jeune attaquant belge Romelu Lukaku, Everton réussit même plusieurs performances de qualité face aux autres gros du championnat, en battant notamment Chelsea (1-0), Manchester United (0-1) ou encore Arsenal (3-0). Les Blues vont même jusqu'en quarts de finale de la Cup, manquant ainsi de peu retrouver Wembley, pour la première fois depuis 2012.
La seconde saison de Martinez est plus compliquée, malgré le recrutement spéctaculaire de Samuel Eto'o. Qualifiés pour la Ligue Europa, qu'ils quittent en huitièmes de finale, les Toffees dépensent beaucoup d'énergie en coupe d'Europe et terminent à une décevante onzième place en championnat.
La saison 2015-2016 est la dernière de Roberto Martínez sur les rives de la Mersey. Malgré un beau parcours en Cup, que l'équipe quitte en demi-finale, Everton termine une nouvelle fois la saison à la onzième place du classement. Martinez est limogé le 12 mai 2016 et est remplacé par le technicien néerlandais Ronald Koeman.
La saison 2016-2017 est pleine de promesses puisque Koeman parvient à mener l'équipe à une septième place en championnat, derrière le top 6 qui semble intouchable. Les Blues réussissent notamment une performance exceptionnelle en écrasant le Manchester City de Pep Guardiola, 4-0.
Cette saison est l'occasion pour de nombreux jeunes talents d'éclore du côté de Goodison Park comme Tom Davies, Ademola Lookman ou Dominic Calvert-Lewin.
L'équipe nourrit alors de grandes ambitions et les dirigeants envisagent d'investir massivement dans le club afin qu'à terme, Everton puisse de nouveau se mêler à la lutte pour les places qualificatives pour la Ligue des champions.
Durant l'été, la direction investit donc massivement sur le marché des transferts avec l'arrivée du milieu islandais Gylfi Sigurðsson alors joueur le plus cher de l'histoire du club (45M de livres) mais surtout, le retour de l'attaquant formé au club, Wayne Rooney, treize ans après son départ pour Manchester United.
Malheureusement, cette saison sera bien plus compliquée pour l'équipe. Koeman est finalement limogé au mois d'octobre après un début de saison catastrophique et est remplacé par l'ancien sélectionneur de l'équipe nationale, Sam Allardyce. Il réussit à stabiliser l'équipe qui finit finalement huitième du classement, cependant bien loin des places qualificatives pour la coupe d'Europe.
Durant l'intersaison, Allardyce est licencié et Rooney quitte le club pour la MLS. Arrive alors le technicien portugais Marco Silva, qui amène avec lui le Brésilien Richarlison, recrue la plus chère de l'histoire du club (50M de livres).
Malgré ces investissements importants, Marco Silva ne parvient pas à répondre aux attentes. L’exercice 2018-2019 se conclut avec une huitième place en championnat, insuffisante pour obtenir une qualification européenne.
Durant l’été 2019, Silva est toutefois soutenu par ses dirigeants qui n’hésitent pas à encore une fois dépenser beaucoup d’argent afin de rapprocher le club du top six.
Arrivent alors à Goodison de nombreux joueurs de renom comme Alex Iwobi, Fabian Delph ou encore la pépite italienne Moise Kean.
Le début de saison est cependant catastrophique et après une humiliation subie face au rival Liverpool (défaite 5-2), Marco Silva est démis de ses fonctions début décembre.
Le 21 décembre 2019, Everton réalise un tour de force en parvenant à signer le manager italien Carlo Ancelotti, triple vainqueur de la Ligue des champions et champion d’Angleterre en 2010.
Ancelotti redresse la position du club qui termine à la 12e place avec 49 points pour 2019-2020. L'entraîneur ramène pour la saison suivante des joueurs de renom comme James Rodriguez et Allan Marques Loureiro et réalise une bonne saison 2020-2021 avec deux quarts de finale en coupes et une 10e place en ligue, malgré un total de 59 points. La saison s'achève avec le départ inattendu de Carlo Ancelotti, après que celui-ci ait accepté le poste d'entraîneur du Real Madrid
Le 30 juin 2021, Rafael Benítez, ancien entraineur du rival Liverpool s'engage pour trois ans et devient ainsi le second entraineur à s'asseoir sur le banc des deux clubs de la ville. La période de transfert estivale affaiblit considérablement l'équipe, avec les départs de Gylfi Sigurdsson, suspendu à la suite d'une enquête pour détournement de mineur, et de James Rodriguez, jugé inadéquat par Rafael Benitez malgré une très bonne saison sous Ancelotti. Les timides arrivées de Salomón Rondón, Andros Townsend et Demarai Gray pour un total de 2 millions d'euro, le club étant restreint par le fair-play financier,ne permettent pas de combler le vide laissé en attaque par les deux titulaires. L'alchimie ne prend pas du tout, les supporters n'arrivent pas à faire abstraction de son passé chez les Reds et les résultats sont alors plus que décevants. Le 16 janvier 2022, Benitez est démis de ses fonctions alors que le club végète à une inquiétante 16e place. Deux semaines plus tard, le 31 janvier, le club annonce l'arrivée de Frank Lampard sur le banc, choix motivé par les manifestations des supporters auprès du stade refusant les deux autres choix possibles de manager, l'assistant-manager au club Duncan Ferguson et Vítor Pereira. Engagés dans une course au matien pour la première fois depuis de nombreuses années, les Toffees parviennent à se sauver et à éviter la descente à deux journées de la fin grâce à une victoire 3-2 contre Crystal Palace, dans un Goodison Park incandescant.

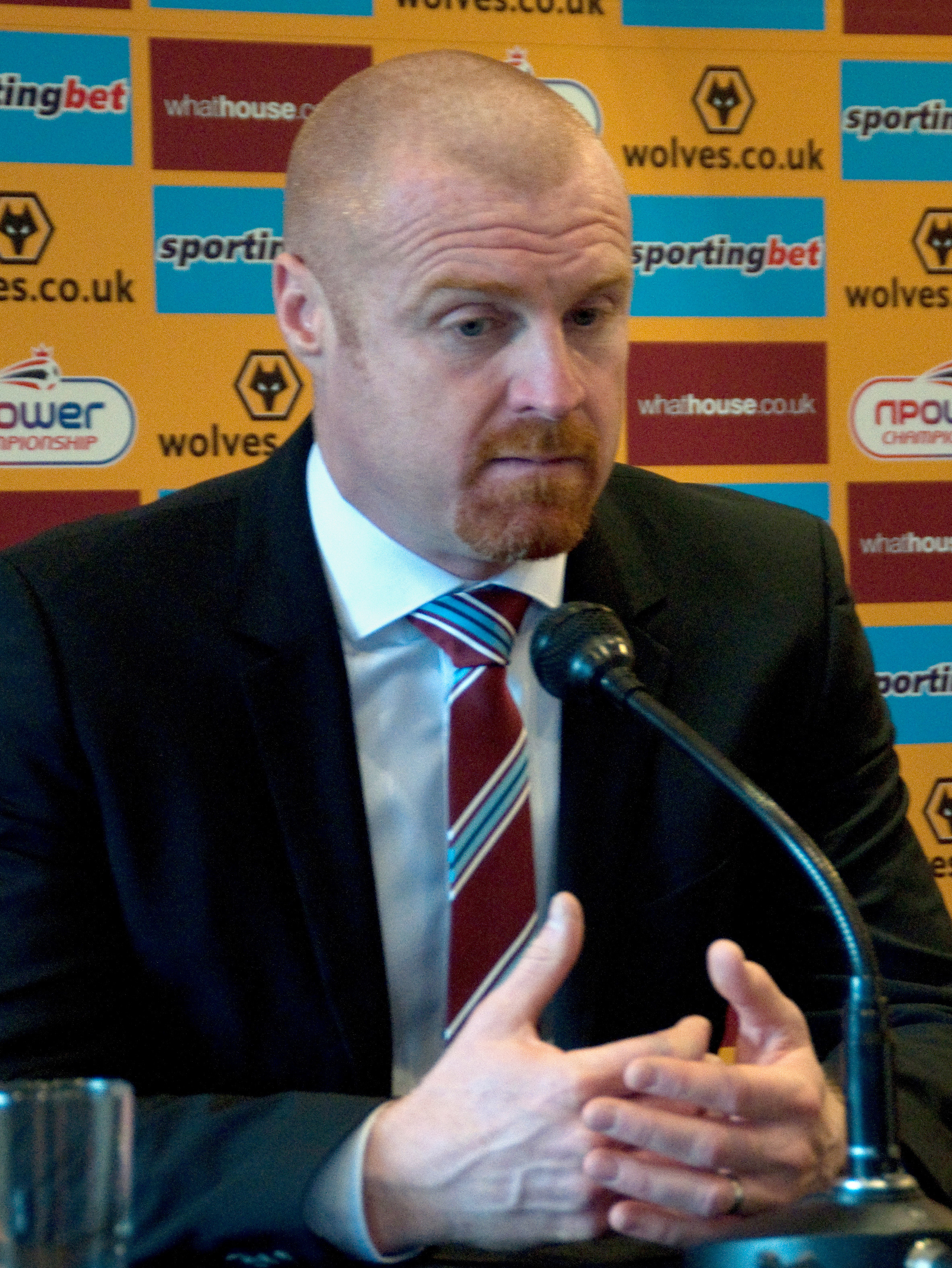
Sean Dyche, entraineur entre 2023 et 2025.

La saison 2021-2022 débute sous de meilleures augures pour Everton, avec l'ambition de retrouver la première partie de tableau et un mercato palliant les départs de cadres de l'effectif, Allan parti libre et Richarlison parti pour 60 millions d'euro à Tottenham. Le club attire pour cela des joueurs expérimentés de Premier League, James Tarkowski, Conor Coady et Neal Maupay, ainsi que des jeunes talents, Dwight McNeil, James Garner et Amadou Onana. Le mercato est achevé en ramenant l'ex-joueur d'Everton Idrissa Gueye. L'équipe n'atteint pas pour la première partie de saison les objectifs fixés, avec des sorties précoces en Carabao Cup et Coupe d'Angleterre de Football, et une position oscillant entre la 12e et la 18e place en Premier League. Ces faibles performances s'expliquent notamment par les blessures récurrentes de l'attaquant star Dominic Calvert-Lewin ainsi que l'incapacité pour Frank lampard à le remplacer sans un profil similaire, Demarai Gray, Anthony Gordon et Neal Maupay étant tous plus faibles athlétiquement et dans le jeu aérien très prisé par Lampard. Le club atteint le fond après la 20e journée de Premier League, après deux défaites face à Southampton et West ham, après lesquels Everton pointe à la dernière place ex-aequo avec seulement 15 points. Lampard est alors limogé et le club subit une crise sans précédent, avec le plus bas total de points acquis après 20 journées de Premier League pour Everton et la crainte d'être relégué pour la première fois en 70 ans. Le natif de Liverpool Anthony Gordon, consideré comme une pépite du club, part à Newcastle pour 45 millions d'euro à la suite de tensions avec les supporters et les précédents achats du club sans bonnes performances restreignent une nouvelle fois le club sur le marché des transferts hivernal, l'attaquant n'étant alors pas remplacé. L'entraîneur Sean Dyche arrive au club avec l'objectif de maintenir Everton à flot malgré le manque de recrue au mercato et parvient à délivrer à l'équipe la rigueur tactique manquante sous Lampard. Après de bonnes performances et la revitalisation de McNeil et Abdoulaye Doucouré sous Dyche, le club se maintient à la dernière journée à la suite d'une demi-volée de Doucouré à Goodison Park, le stade est alors en ébullition. Après 21 points en 18 journées, le club affiche au total 36 points en 38 journées de Premier league, son plus mauvais total et le pire ratio points/match de l'histoire du club.
À la suite de ces résultats sur plusieurs saisons et la position financière du club inquiétante, trois membres de la direction quittent le club le 12 juin 2023, les directeurs financier et non-exécutif, ainsi que la CEO. Le président, Bill Kenwright, reste momentanément malgré un règne de plus de 20 ans sans trophée, la plus longue période pour le club sans succès, et quatre des dix saisons les plus infructueuses du club sous sa direction.
Le 19 décembre 2024, l'homme d'affaire américain Dan Friedkin rachète le club.

## Couleurs et symboles

### Couleurs du maillot

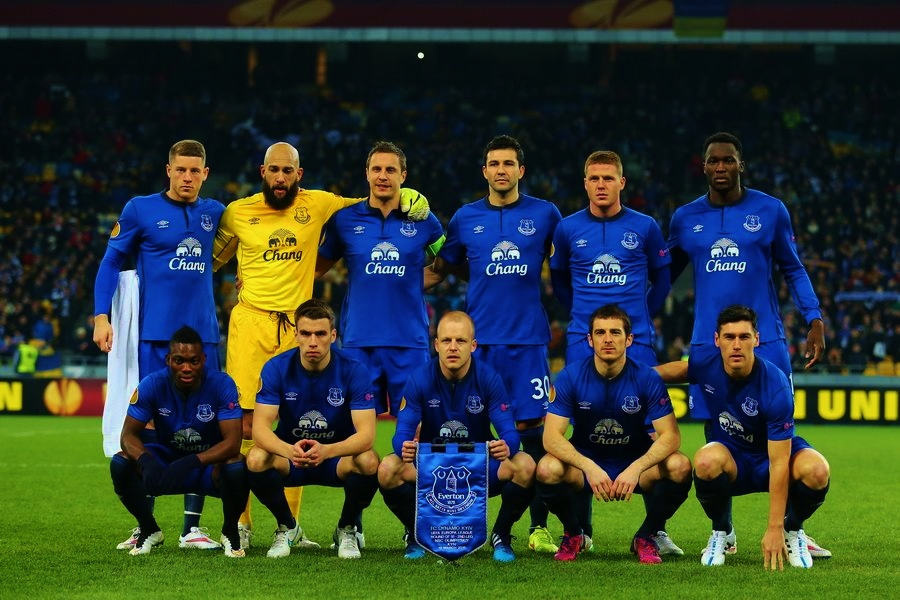
Les joueurs d'Everton portant la couleur bleue traditionnelle du club.

Au cours des premières décennies de son histoire, Everton utilise des jeux de maillots de différentes couleurs. À l'origine, l'équipe joue en blanc, puis avec un maillot rayé verticalement de bandes bleues et blanches. L'utilisation par les nouveaux joueurs arrivant au club des maillots de leurs anciennes équipes provoque une confusion certaine. Il est alors décidé, à la fois par souci d'économie et pour rendre un aspect plus professionnel de teindre tous les maillots en noir. Le résultat est jugé morbide, on ajoute aux maillots noirs un parement en écharpe de couleur écarlate.
Lorsque le club emménage à Goodison Park en 1892, le maillot porte des rayures verticales de couleur rose saumon et bleu foncé. Rapidement, l'équipe adopte des maillots rubis avec des shorts bleus et des bas bleu foncé. Les célèbres maillots bleu roi avec shorts blancs sont utilisés la première fois au cours de la saison 1901-1902. Le club utilise des maillots bleu ciel en 1906 ce qui entraîne la protestation des supporteurs qui exigent le retour au bleu roi. Par la suite, le club d'Everton utilise quelquefois des teintes de bleu plus claires que le bleu roi comme en 1930-1931 ou en 1997-1998, mais ces changements se révèlent impopulaires parmi les supporteurs.

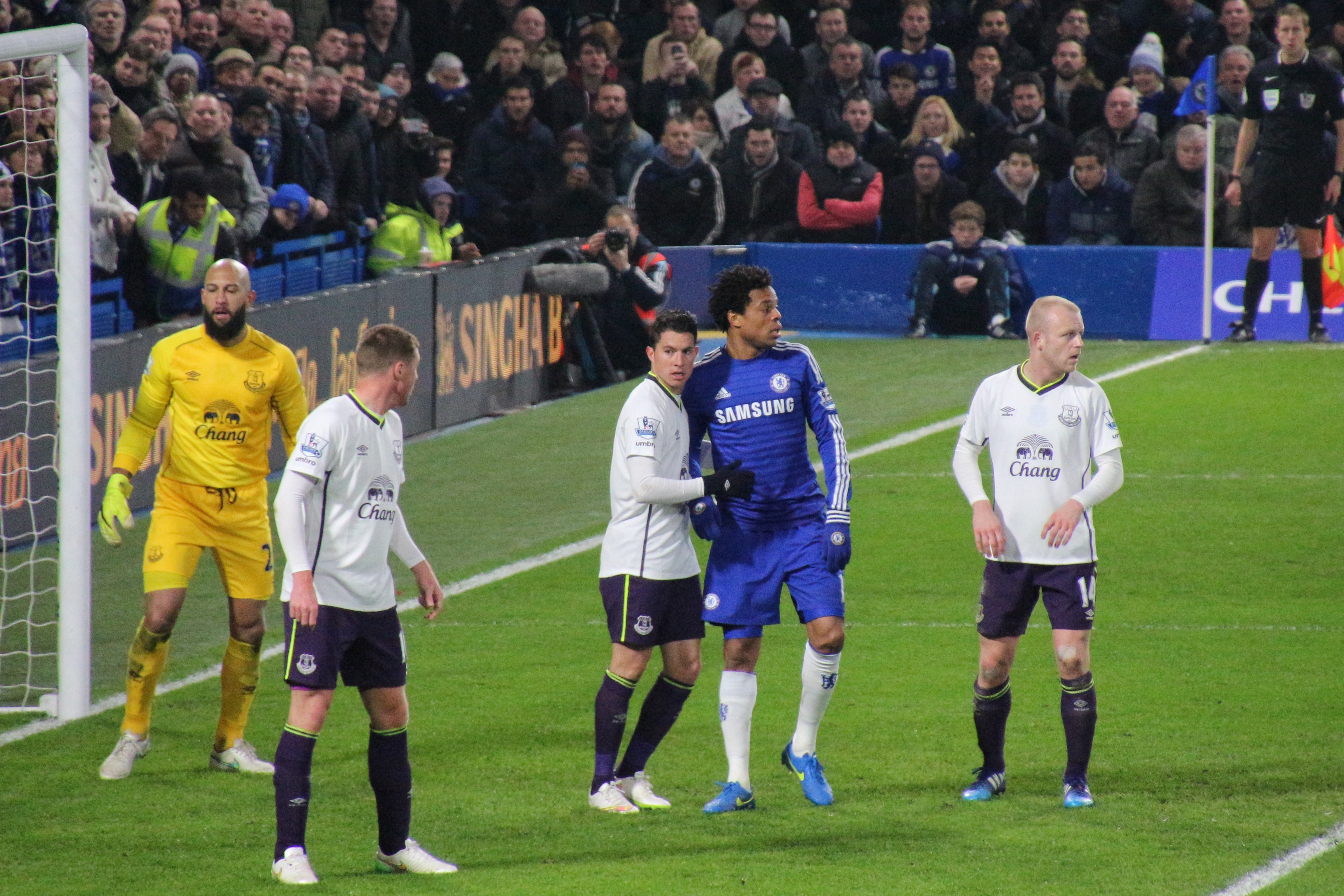
Les Toffees en blanc dans leur maillot extérieur historique.

Les couleurs traditionnelles d'Everton pour les matchs à l'extérieur sont des maillots blancs avec des shorts noirs, mais depuis 1968 des maillots orange et des shorts couleur bleu roi sont également utilisés. De nombreuses variantes sont apparues au cours des années 1970 et 1980. Récemment des maillots extérieurs de couleur blanche, noire, grise et jaune ont été utilisés. L'équipement actuel est noir avec un parement rose, il rappelle les anciens équipements du club lorsqu'il jouait encore à Anfield.
L'équipement actuel comporte des maillots bleu roi, des shorts blancs et des chaussettes blanches. Lorsque le club joue contre des équipes utilisant également des shorts blancs, Everton utilise des shorts de couleur bleu roi. Pour la saison 2008-2009, le maillot extérieur est à dominante blanche avec un parement bleu marine et gris sur la poitrine et des shorts et des chaussettes bleu marine. Un troisième équipement comportant un maillot et des chaussettes d'un jaune lumineux avec un short bleu foncé existe, il est utilisé comme maillot à l'extérieur au cours des compétitions européennes. Les gardiens du club portent un maillot couleur vert citron avec un short et des chaussettes gris pâle à domicile et une tenue entièrement noire à l'extérieur.

### Équipementiers et sponsors
| Période   | Equipementier  | Sponsor Maillot |
| 1974-1979 | Umbro          | Aucun           |
| 1979-1983 | Umbro          | Hafnia          |
| 1983-1985 | Le coq sportif | Hafnia          |
| 1985-1986 | Le coq sportif | NEC             |
| 1986-1995 | Umbro          | NEC             |
| 1995-1997 | Umbro          | Danka           |
| 1997-2000 | Umbro          | One2One         |
| 2000-2002 | Puma           | One2One         |
| 2002-2004 | Puma           | Kejian          |
| 2004-2009 | Umbro          | Chang           |
| 2009-2012 | Le coq sportif | Chang           |
| 2012-2014 | Nike           | Chang           |
| 2014-2017 | Umbro          | Chang           |
| 2020-2023 | Hummel         | Cazoo           |

De 2004 à 2017, le sponsor maillot du club fut la marque de bière Chang. Le 17 janvier 2008, ce contrat fut reconduit pour trois ans contre un montant de huit millions de livres sterling. Parmi les sponsors précédents on trouve Hafnia entre 1979 et 1985 auquel a succédé NEC jusqu'en 1995 puis Danka jusqu'en 1997, One2One jusqu'en 2002 et Kejian jusqu'en 2004.
Au cours de la saison 2008-2009 Everton devient le premier club du championnat anglais à vendre une version pour enfant de ses maillots sans le nom ni le logo de son sponsor Chang, suivant ainsi une recommandation du Portman Group préconisant le retrait des noms de marque de boissons alcoolisées des maillots pour enfants. L'équipementier actuel d'Everton est le Danois Hummel, précédemment Le coq sportif, qui avait remplacé Umbro à partir de la saison 2009-2010.
Le club possède actuellement trois boutiques, une située près de Goodison Park sur Walton Lane, une située dans le centre commercial Pyramide de Birkenhead, et une d'ouverture plus récente, au centre commercial Liverpool One nommé « Everton Two ».

### Historique du logo

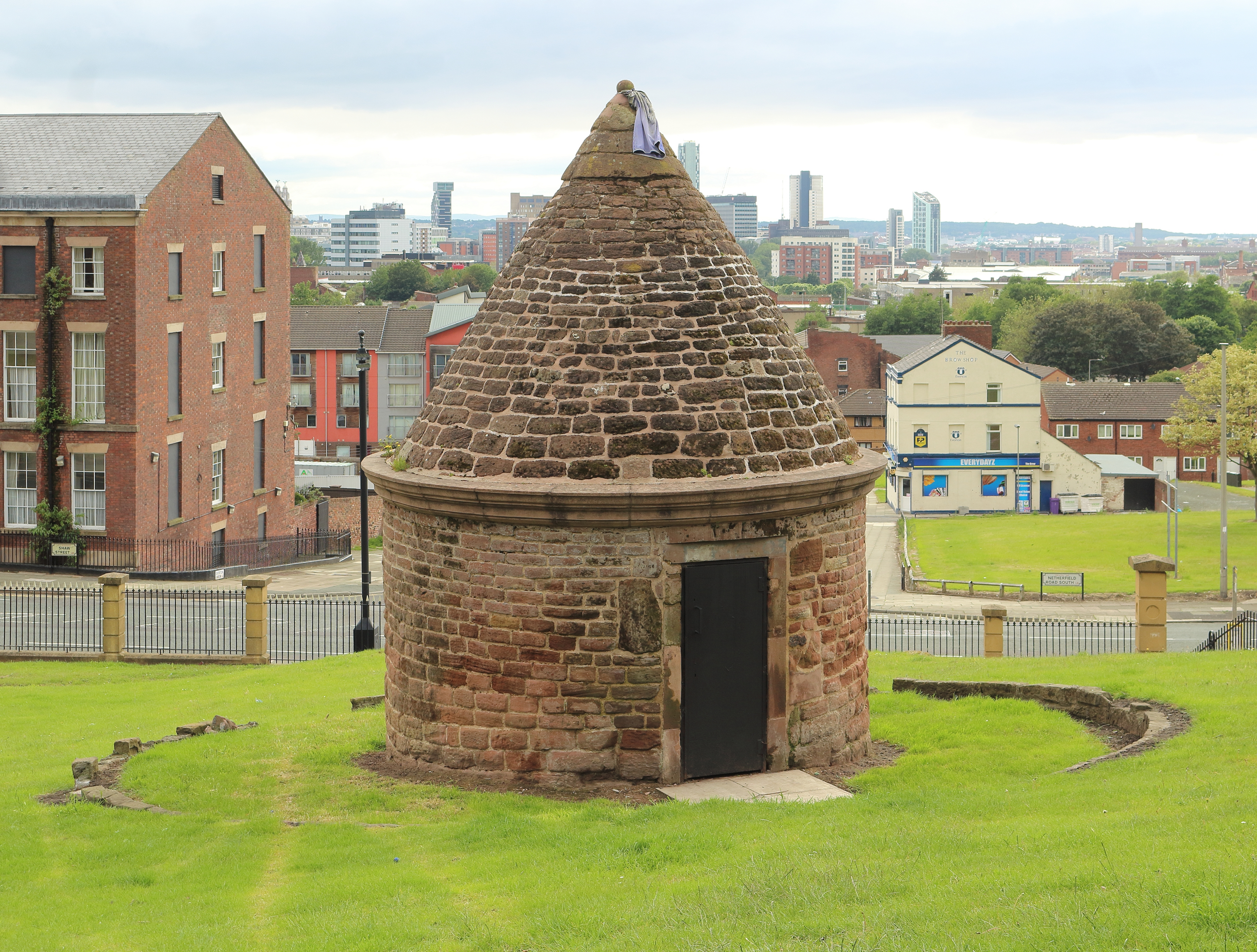
La Prince Rupert's Tower, un ancien poste de police situé à Everton Brow, est devenue symbole du club.

À la fin de la saison 1937–38, le secrétaire d'Everton Theo Kelly, qui devient plus tard manager du club, veut créer une cravate aux couleurs du club. Il est alors décidé que la couleur sera bleue comme les maillots du club et Kelly est chargé d'élaborer un blason pour figurer sur cette cravate. Il travaille sur le blason pendant quatre mois, jusqu'à ce qu'il décide d'y faire figurer la Prince Rupert's Tower, qui se dresse au cœur du district d'Everton. Depuis sa construction en 1787, cette tour possède des liens inextricables avec le secteur nommé Everton. À l'origine utilisée comme prison communale pour emprisonner les ivrognes et les petits délinquants, elle est toujours en place à Everton Brow, située sur Netherfield Road. La tour est accompagnée de deux couronnes de lauriers situées sur chacun de ses côtés, selon le College of Arms de Londres, Kelly choisit de faire figurer ces couronnes comme symbole de la victoire. Le blason est accompagné par la devise du club, en latin « Nil Satis Nisi Optimum », signifiant seul le meilleur est suffisant. La cravate est portée d'abord par Kelly et le président d'Everton, Mr. E. Green, lors de la première journée de la saison 1938–1939.
Le club incorpore tardivement le blason sur ses maillots. Un entrelacs des lettres « EFC » est utilisé entre 1922 et 1930 avant que le club ne revienne aux maillots unis bleu roi jusqu'à ce qu'en 1973, un nouveau lettrage « EFC » soit ajouté. Le blason dessiné par Kelly est utilisé pour la première fois sur les maillots en 1980 et y reste depuis lors, subissant des modifications progressives jusqu'à la version utilisée actuellement.

Logo d'origine vers 1920
Période à déterminer
1972-1976
1976-1978
1978-1982
1982-1983
1983-1991
1991-2000
2000-2013
2013-2014
2014-2023
Depuis 2023

## Palmarès

### Titres et trophées
Le tableau suivant liste le palmarès de l'Everton Football Club actualisé au 1er janvier 2010 dans les différentes compétitions officielles au niveau national, international, régional ainsi que dans les compétitions de jeunes.
| Compétitions nationales | Compétitions internationales |
| --- | --- |
| - Championnat d'Angleterre (9) : - Champion : 1891, 1915, 1928, 1932, 1939, 1963, 1970, 1985 et 1987. - Vice-champion : 1890, 1895, 1902, 1905, 1909, 1912 et 1986. - Troisième: 1893, 1896, 1904, 1907, 1964, 1969 et 1978. - Coupe d'Angleterre (5) : - Vainqueur : 1906, 1933, 1966, 1984 et 1995. - Finaliste : 1893, 1897, 1907, 1968, 1985, 1986, 1989 et 2009. - Coupe de la ligue : - Finaliste : 1977 et 1984. - Community Shield (9) : - Vainqueur : 1928, 1932, 1963, 1970, 1984, 1985, 1986, 1987 et 1995. - Full Members Cup : - Finaliste : 1989 et 1991. | - Coupe d'Europe des vainqueurs de coupe : - Vainqueur : 1985. |
| - Championnat d'Angleterre (9) : - Champion : 1891, 1915, 1928, 1932, 1939, 1963, 1970, 1985 et 1987. - Vice-champion : 1890, 1895, 1902, 1905, 1909, 1912 et 1986. - Troisième: 1893, 1896, 1904, 1907, 1964, 1969 et 1978. - Coupe d'Angleterre (5) : - Vainqueur : 1906, 1933, 1966, 1984 et 1995. - Finaliste : 1893, 1897, 1907, 1968, 1985, 1986, 1989 et 2009. - Coupe de la ligue : - Finaliste : 1977 et 1984. - Community Shield (9) : - Vainqueur : 1928, 1932, 1963, 1970, 1984, 1985, 1986, 1987 et 1995. - Full Members Cup : - Finaliste : 1989 et 1991. | Compétitions régionales |
| - Championnat d'Angleterre (9) : - Champion : 1891, 1915, 1928, 1932, 1939, 1963, 1970, 1985 et 1987. - Vice-champion : 1890, 1895, 1902, 1905, 1909, 1912 et 1986. - Troisième: 1893, 1896, 1904, 1907, 1964, 1969 et 1978. - Coupe d'Angleterre (5) : - Vainqueur : 1906, 1933, 1966, 1984 et 1995. - Finaliste : 1893, 1897, 1907, 1968, 1985, 1986, 1989 et 2009. - Coupe de la ligue : - Finaliste : 1977 et 1984. - Community Shield (9) : - Vainqueur : 1928, 1932, 1963, 1970, 1984, 1985, 1986, 1987 et 1995. - Full Members Cup : - Finaliste : 1989 et 1991. | - Liverpool Senior Cup (46) - Vainqueur : 1893, 1901 à 1903, 1905, 1907, 1909, 1910, 1912, 1913, 1915, 1920, 1925, 1927, 1929, 1930, 1934, 1936, 1937, 1939, 1942, 1943, 1946 à 1948, 1951, 1952, 1961, 1964, 1968, 1977, 1980 à 1982, 1997, 1998, 2002, 2004, 2009 et 2016. - Lancashire Senior Cup (6) - Vainqueur : 1894, 1897, 1910, 1935, 1940, 1964. |
| - Championnat d'Angleterre (9) : - Champion : 1891, 1915, 1928, 1932, 1939, 1963, 1970, 1985 et 1987. - Vice-champion : 1890, 1895, 1902, 1905, 1909, 1912 et 1986. - Troisième: 1893, 1896, 1904, 1907, 1964, 1969 et 1978. - Coupe d'Angleterre (5) : - Vainqueur : 1906, 1933, 1966, 1984 et 1995. - Finaliste : 1893, 1897, 1907, 1968, 1985, 1986, 1989 et 2009. - Coupe de la ligue : - Finaliste : 1977 et 1984. - Community Shield (9) : - Vainqueur : 1928, 1932, 1963, 1970, 1984, 1985, 1986, 1987 et 1995. - Full Members Cup : - Finaliste : 1989 et 1991. | Compétitions de jeunes |
| - Championnat d'Angleterre (9) : - Champion : 1891, 1915, 1928, 1932, 1939, 1963, 1970, 1985 et 1987. - Vice-champion : 1890, 1895, 1902, 1905, 1909, 1912 et 1986. - Troisième: 1893, 1896, 1904, 1907, 1964, 1969 et 1978. - Coupe d'Angleterre (5) : - Vainqueur : 1906, 1933, 1966, 1984 et 1995. - Finaliste : 1893, 1897, 1907, 1968, 1985, 1986, 1989 et 2009. - Coupe de la ligue : - Finaliste : 1977 et 1984. - Community Shield (9) : - Vainqueur : 1928, 1932, 1963, 1970, 1984, 1985, 1986, 1987 et 1995. - Full Members Cup : - Finaliste : 1989 et 1991. | - FA Youth Cup (3) - Vainqueur : 1965, 1984, 1998 |

### Saison après saison
| Saison    | Division       | Classement | Points | Journées | V  | N  | D  | B.M. | B.P. | Diff. |
| 1992-1993 | Premier League | 13         | 53 pts | 42       | 15 | 8  | 17 | 53   | 55   | -2    |
| 1993-1994 | Premier League | 17         | 44 pts | 42       | 12 | 8  | 22 | 42   | 63   | -21   |
| 1994-1995 | Premier League | 15         | 50 pts | 42       | 12 | 17 | 14 | 44   | 51   | -7    |
| 1995-1996 | Premier League | 6          | 61 pts | 38       | 17 | 10 | 11 | 64   | 44   | +20   |
| 1996-1997 | Premier League | 15         | 42 pts | 38       | 10 | 12 | 16 | 44   | 57   | -13   |
| 1997-1998 | Premier League | 17         | 40 pts | 38       | 9  | 13 | 16 | 41   | 56   | -15   |
| 1998-1999 | Premier League | 14         | 43 pts | 38       | 11 | 10 | 17 | 42   | 47   | -5    |
| 1999-2000 | Premier League | 13         | 50 pts | 38       | 12 | 14 | 12 | 59   | 49   | +10   |
| 2000-2001 | Premier League | 16         | 42 pts | 38       | 11 | 9  | 18 | 45   | 59   | -14   |
| 2001-2002 | Premier League | 15         | 43 pts | 38       | 11 | 10 | 17 | 45   | 57   | -12   |
| 2002-2003 | Premier League | 7          | 59 pts | 38       | 17 | 8  | 13 | 48   | 49   | -1    |
| 2003-2004 | Premier League | 17         | 39 pts | 38       | 9  | 12 | 17 | 45   | 57   | -12   |
| 2004-2005 | Premier League | 4          | 61 pts | 38       | 18 | 7  | 13 | 45   | 46   | -1    |
| 2005-2006 | Premier League | 11         | 50 pts | 38       | 14 | 8  | 16 | 34   | 49   | -15   |
| 2006-2007 | Premier League | 6          | 58 pts | 38       | 15 | 13 | 10 | 52   | 36   | +16   |
| 2007-2008 | Premier League | 5          | 65 pts | 38       | 19 | 8  | 11 | 55   | 33   | +22   |
| 2008-2009 | Premier League | 5          | 63 pts | 38       | 17 | 12 | 9  | 55   | 37   | +18   |
| 2009-2010 | Premier League | 8          | 61 pts | 38       | 16 | 13 | 9  | 60   | 49   | +11   |
| 2010-2011 | Premier League | 7          | 54 pts | 38       | 13 | 15 | 10 | 51   | 45   | +6    |
| 2011-2012 | Premier League | 7          | 56 pts | 38       | 15 | 11 | 12 | 50   | 40   | +10   |
| 2012-2013 | Premier League | 6          | 63 pts | 38       | 16 | 15 | 7  | 55   | 40   | +15   |
| 2013-2014 | Premier League | 5          | 72 pts | 38       | 21 | 9  | 8  | 61   | 39   | +22   |
| 2014-2015 | Premier League | 11         | 47 pts | 38       | 22 | 6  | 10 | 68   | 50   | +18   |
| 2015-2016 | Premier League | 11         | 47 pts | 38       | 21 | 9  | 8  | 71   | 55   | +16   |
| 2016-2017 | Premier League | 7          | 61 pts | 38       | 17 | 10 | 11 | 62   | 44   | +18   |
| 2017-2018 | Premier League | 8          | 49 pts | 38       | 13 | 10 | 15 | 44   | 58   | -14   |
| 2018-2019 | Premier League | 8          | 54 pts | 38       | 15 | 9  | 14 | 54   | 46   | +8    |
| 2019-2020 | Premier League | 12         | 49 pts | 38       | 13 | 10 | 15 | 44   | 56   | -12   |
| 2020-2021 | Premier League | 10         | 59 pts | 38       | 17 | 8  | 13 | 47   | 48   | -1    |
| 2021-2022 | Premier League | 16         | 39 pts | 38       | 11 | 6  | 21 | 43   | 66   | -23   |
| 2022-2023 | Premier League | 17         | 36 pts | 38       | 8  | 12 | 18 | 34   | 57   | -23   |
| 2023-2024 | Premier League | 15         | 40 pts | 38       | 13 | 9  | 16 | 40   | 51   | -11   |

### Statistiques et records

#### Classement UEFA
Le 17 août 2025, le club n'est plus classé au Classement UEFA des clubs, mais à la 102e place au classement européen des clubs de football.

#### Joueurs et entraîneurs
| Joueur           | Matchs |
| ---------------- | ------ |
| Neville Southall | 750    |
| Brian Labone     | 534    |
| Dave Watson      | 528    |
| Ted Sagar        | 500    |
| Kevin Ratcliffe  | 494    |
| Joueur           | Buts   |
| Dixie Dean       | 383    |
| Graeme Sharp     | 159    |
| Alex Young       | 125    |
| Joe Royle        | 129    |
| Roy Vernon       | 111    |

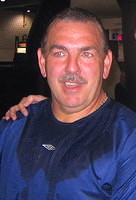
Neville Southall est le joueur le plus capé de l'histoire d'Everton.

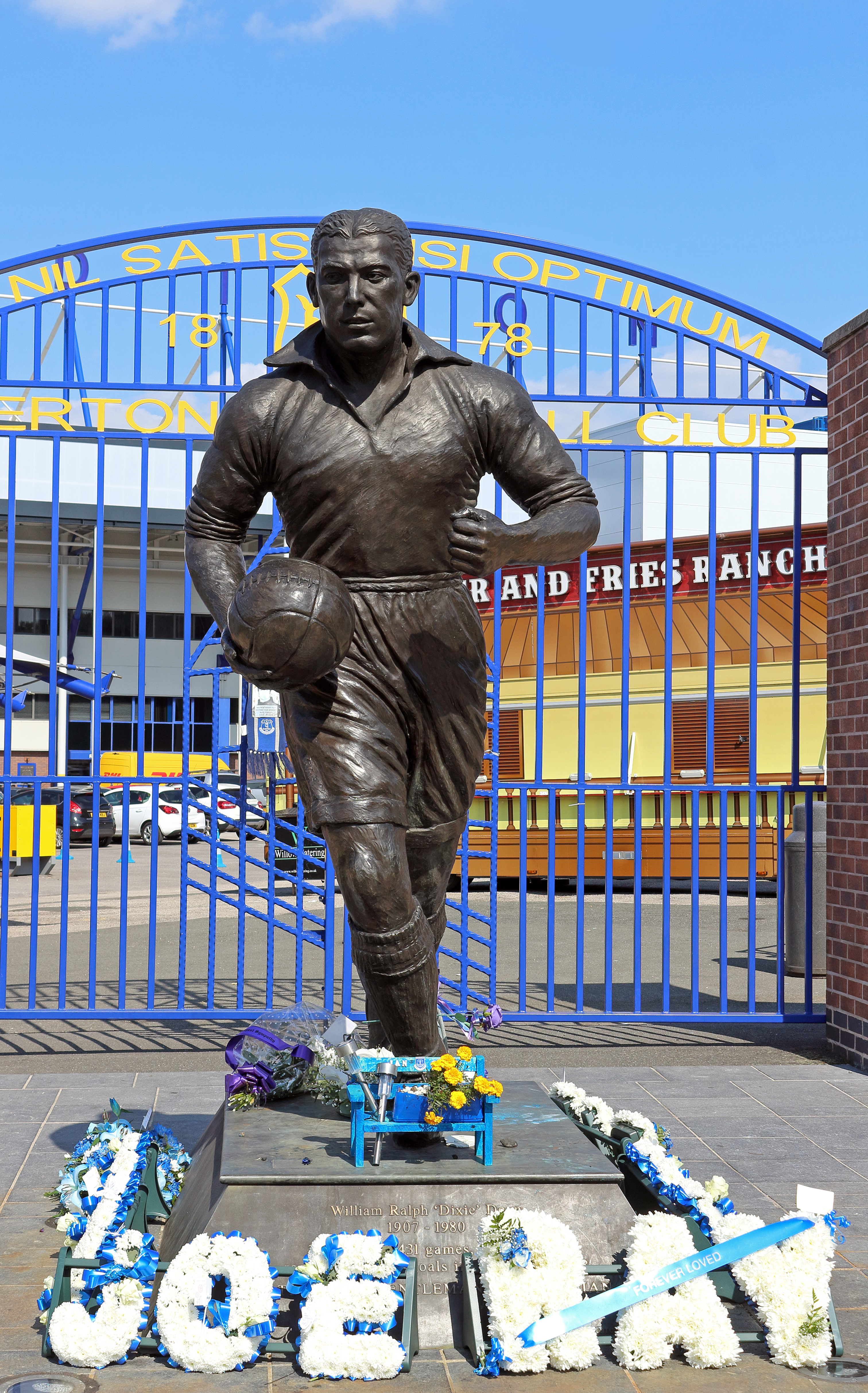
Statue de Dixie Dean devant Goodison Park.

Neville Southall détient le record du plus grand nombre d'apparitions sous le maillot d'Everton, en jouant 751 matchs en équipe première entre 1981 et 1997. Il détient pendant longtemps le record du nombre de matchs sans encaisser de but au cours d'une saison (15) mais durant la saison 2008-2009, ce record est battu par le gardien américain Tim Howard (17). L'ancien défenseur central et capitaine Brian Labone se situe en seconde position, et premier joueur de champ avec 534 matchs pour le nombre de matchs joués sous les couleurs d'Everton. Le joueur ayant joué le plus longtemps au sein du club est le gardien Ted Sagar : 23 ans entre 1929 et 1953, de part et d'autre de la Seconde Guerre mondiale, disputant un total de 495 matchs. Le meilleur buteur de l'histoire du club, avec 383 buts toutes compétitions confondues se nomme Dixie Dean ; le second, Graeme Sharp en a inscrit 159. Dean détient également le record national anglais du nombre de buts en une saison avec 60 buts en 1927-1928.

#### Championnat
La plus large victoire en championnat de Division 1 est acquise à domicile contre Manchester City lors de la saison 1906-07 sur le score de 9-1. À l'extérieur, la plus grande victoire date de la saison 1892-93 : 6-1 sur le terrain de Derby County. Les défaites les plus larges sont encaissées à l'extérieur contre Sunderland (0-7 en 1930-1931) et contre le Wolverhampton Wanderers (0-7 en 1938-1939).

#### Coupes d'Europe
La plus large victoire est remportée en seizième de finale de la Coupe UEFA 2007-2008 (Everton-SK Brann 6-1).

#### Transferts
Le record du montant dépensé par Everton pour un seul joueur se situe aux environs de 50 millions de livres, payé pour l'achat du jeune attaquant brésilien Richarlison en provenance de Watford en 2018.
Le précédent record du montant reçu par Everton pour un seul joueur concerne le transfert de l'attaquant international belge Romelu Lukaku à Manchester United pour 84 millions d'euros en 2017.

#### Affluence
Le record d'affluence pour un match à domicile d'Everton est de 78 299 spectateurs le 18 septembre 1948 pour un match contre Liverpool. Goodison Park, à l'instar de la plupart des grands terrains de football britanniques depuis les recommandations du Rapport Taylor, est désormais un stade ne comportant que des places assises, ce qui a réduit sa capacité d'accueil à tout juste un peu plus de 40 000 places, signifiant également qu'il est impossible de battre ce record en restant à Goodison Park.

## Statistiques

### Joueurs records
| #  | Nom              | Années    | Matchs |
| -- | ---------------- | --------- | ------ |
| 1  | Neville Southall | 1981–1998 | 751    |
| 2  | Brian Labone     | 1957–1971 | 534    |
| 3  | Dave Watson      | 1986–2001 | 528    |
| 4  | Ted Sagar        | 1929–1953 | 500    |
| 5  | Kevin Ratcliffe  | 1980–1992 | 494    |
| 6  | Mick Lyons       | 1969–1982 | 472    |
| 7  | Jack Taylor      | 1896–1909 | 456    |
| 8  | Peter Farrell    | 1946–1957 | 453    |
| 9  | Graeme Sharp     | 1980–1991 | 447    |
| 10 | Leon Osman       | 2000–2016 | 433    |
| 10 | Dixie Dean       | 1925–1938 | 433    |

| #  | Nom            | Années                   | Matchs |
| -- | -------------- | ------------------------ | ------ |
| 1  | Dixie Dean     | 1925–1937                | 383    |
| 2  | Graeme Sharp   | 1980–1991                | 159    |
| 3  | Bob Latchford  | 1974–1981                | 138    |
| 4  | Alex Young     | 1901–1911                | 125    |
| 5  | Joe Royle      | 1966–1974                | 119    |
| 6  | Roy Vernon     | 1960–1965                | 111    |
| 6  | Dave Hickson   | 1948–1955 puis 1957–1959 | 111    |
| 8  | Edgar Chadwick | 1888–1899                | 110    |
| 9  | Tony Cottee    | 1988–1994                | 99     |
| 10 | Jimmy Settle   | 1899–1908                | 97     |
| 10 | Kevin Sheedy   | 1982–1992                | 97     |

## Personnalités historiques

### Présidents
Le président actuel d'Everton, Bill Kenwright est le 13e président successif à la tête du club depuis la nomination du premier, en 1884. Seul Sir Philip Carter exerce la fonction à deux reprises sur deux périodes distinctes, de 1977 à 1991 puis de 1999 à 2004. Will Cuff, président entre 1921 et 1938 est un ancien manager du club.
| Rang | Nom             | Période            |
| ---- | --------------- | ------------------ |
| 1    | John Houlding   | 1884-jan. 1892     |
| 2    | Jackson         | jan. à mai 1892    |
| 3    | George Mahon    | mai 1892–juin 1895 |
| 4    | Dr James Baxter | juin 1895–         |
| 5    | Will Cuff       | sep. 1921–mai 1938 |

| Rang | Nom               | Période              |
| ---- | ----------------- | -------------------- |
| 6    | Ernest Green      | mai 1938–            |
| 7    | Dick Searle       | –juin 1960           |
| 8    | Sir John Moores   | juin 1960–avr. 1977  |
| 9    | Sir Philip Carter | avr. 1977–avr. 1991  |
| 10   | Dr David Marsh    | avr. 1991–juil. 1994 |

| Rang | Nom               | Période              |
| ---- | ----------------- | -------------------- |
| 11   | Peter Johnson     | juil. 1994–déc. 1999 |
| 12   | Sir Philip Carter | déc 1999–mai 2004    |
| 13   | Bill Kenwright    | juin 2004-oct. 2023  |

### Managers
Le manager actuel d'Everton, Graeme Jones, est le vingt-deuxième manager successif à la tête du club. Le club a connu 21 managers différents depuis la nomination de W. E. Barclay en 1888. Seul Howard Kendall exerce la fonction à plusieurs reprises sur trois périodes distinctes, de 1981 à 1987, de 1990 à 1993 puis de 1997 à 1998. Will Cuff, manager de 1901 à 1918 devient président du club entre 1921 et 1938.
| Rang | Nom                  | Période   |
| ---- | -------------------- | --------- |
| 1    | W. E. Barclay        | 1888-1889 |
| 2    | Dick Molyneux        | 1889-1901 |
| 3    | Will Cuff            | 1901-1918 |
| 4    | William James Sawyer | 1918-1919 |
| 5    | Thomas H. McIntosh   | 1919-1935 |
| 6    | Theo Kelly           | 1936-1948 |
| 7    | Cliff Britton        | 1948-1956 |
| 8    | Ian Buchan           | 1956-1958 |
| 9    | Johnny Carey         | 1958-1961 |
| 10   | Harry Catterick      | 1961-1973 |

| Rang | Nom            | Période   |
| ---- | -------------- | --------- |
| 11   | Billy Bingham  | 1973-1976 |
| 12   | Gordon Lee     | 1977-1981 |
| 13   | Howard Kendall | 1981-1987 |
| 14   | Colin Harvey   | 1987-1990 |
| 15   | Howard Kendall | 1990-1993 |
| 16   | Mike Walker    | 1994      |
| 17   | Joe Royle      | 1994-1997 |
| 18   | Howard Kendall | 1997-1998 |
| 19   | Walter Smith   | 1998-2002 |
| 20   | David Moyes    | 2002-2013 |

| Rang | Nom              | Période     |
| ---- | ---------------- | ----------- |
| 21   | Roberto Martínez | 2013-2016   |
| 22   | Ronald Koeman    | 2016-2017   |
| 23   | Sam Allardyce    | 2017-2018   |
| 24   | Marco Silva      | 2018-2019   |
| 25   | Carlo Ancelotti  | 2019-2021   |
| 26   | Rafael Benítez   | 2021-2022   |
| 27   | Frank Lampard    | 2022-2023   |
| 28   | Sean Dyche       | 2023-2025   |
| 29   | David Moyes      | Depuis 2025 |

### Joueurs
Au total, Everton a fourni 57 joueurs à l'équipe d'Angleterre faisant du club le troisième fournisseur de l'équipe nationale derrière Aston Villa et Tottenham Hotspur. Everton entretient depuis son origine un rapport privilégié avec l'Écosse. Depuis sa création, le club a ainsi fourni 31 joueurs à l'équipe d'Écosse faisant du club le neuvième fournisseur de cette équipe nationale et le premier fournisseur parmi les clubs non écossais.
Le tableau suivant donne la liste actualisée au 8 décembre 2013 des joueurs d'Everton en équipe d'Angleterre, le nombre de sélections et la période correspondante, ainsi que le nombre total de sélections en incluant les périodes où le joueur était dans un autre club.
| Joueur                | Sélections | Période   | Sél. (total) |
| --------------------- | ---------- | --------- | ------------ |
| Johnny Holt           | 9          | 1890-1895 | 10           |
| Fred Geary            | 2          | 1890-1891 | 2            |
| Alf Milward           | 4          | 1891-1897 | 4            |
| Edgar Chadwick        | 7          | 1891-1897 | 7            |
| Bob Howarth           | 1          | 1894      | 5            |
| Jimmy Settle          | 6          | 1899-1903 | 6            |
| Walter Abbott         | 1          | 1902      | 1            |
| Jack Sharp            | 2          | 1903-1905 | 2            |
| Thomas Booth          | 1          | 1903      | 2            |
| Sam Wolstenholme      | 3          | 1904-1905 | 3            |
| William Balmer        | 1          | 1905      | 1            |
| Harold Hardman        | 4          | 1905-1908 | 4            |
| Harry Makepeace       | 4          | 1906-1912 | 4            |
| Bert Freeman          | 2          | 1909      | 5            |
| Frank Jefferis        | 2          | 1912      | 2            |
| Sam Chedgzoy          | 8          | 1920-1924 | 8            |
| Dickie Downs          | 1          | 1920      | 1            |
| Benjamin Howard Baker | 1          | 1921      | 2            |
| George Harrisson      | 2          | 1921      | 2            |
| Dixie Dean            | 16         | 1927-1932 | 16           |
| Warney Cresswell      | 1          | 1929      | 7            |

| Joueur         | Sélections | Période   | Sél. (total) |
| -------------- | ---------- | --------- | ------------ |
| Charles Gee    | 3          | 1931-1936 | 3            |
| Tommy Johnson  | 3          | 1931-1932 | 5            |
| Tom White      | 1          | 1933      | 1            |
| Albert Geldard | 4          | 1933-1937 | 4            |
| Cliff Britton  | 9          | 1934-1937 | 9            |
| Ted Sagar      | 4          | 1935-1936 | 4            |
| James Cunliffe | 1          | 1936      | 1            |
| Walter Boyes   | 2          | 1938      | 3            |
| Tommy Lawton   | 8          | 1938-1939 | 23           |
| Joe Mercer     | 5          | 1938-1939 | 5            |
| Brian Labone   | 26         | 1962-1970 | 26           |
| Tony Kay       | 1          | 1963      | 1            |
| Fred Pickering | 3          | 1964      | 3            |
| Ray Wilson     | 33         | 1965-1968 | 63           |
| Derek Temple   | 1          | 1965      | 1            |
| Alan Ball      | 39         | 1966-1971 | 72           |
| Tommy Wright   | 11         | 1968-1970 | 11           |
| Gordon West    | 3          | 1968-1969 | 3            |
| Keith Newton   | 8          | 1970      | 27           |
| Joe Royle      | 6          | 1971-1977 | 6            |
| Colin Harvey   | 1          | 1971      | 1            |

| Joueur           | Sélections | Période   | Sél. (total) |
| ---------------- | ---------- | --------- | ------------ |
| Martin Dobson    | 1          | 1974      | 5            |
| Bob Latchford    | 12         | 1977-1979 | 12           |
| Trevor Steven    | 23         | 1985-1988 | 36           |
| Gary Stevens     | 27         | 1985-1988 | 46           |
| Peter Reid       | 13         | 1985-1988 | 13           |
| Paul Bracewell   | 3          | 1985      | 3            |
| Gary Lineker     | 11         | 1985-1986 | 80           |
| Dave Watson      | 6          | 1987-1988 | 12           |
| Tony Cottee      | 4          | 1988-1989 | 7            |
| Martin Keown     | 9          | 1992      | 43           |
| David Unsworth   | 1          | 1995      | 1            |
| Andy Hinchcliffe | 4          | 1996-1997 | 7            |
| Nick Barmby      | 5          | 2000      | 23           |
| Michael Ball     | 1          | 2001      | 1            |
| Wayne Rooney     | 17         | 2003-2004 | 88           |
| Andy Johnson     | 6          | 2006-2007 | 8            |
| Phil Neville     | 7          | 2006-2007 | 59           |
| Joleon Lescott   | 7          | 2007-2009 | 26           |
| Phil Jagielka    | 40         | 2008-     | 40           |
| Leighton Baines  | 30         | 2010-     | 30           |
| Ross Barkley     | 22         | 2013-     | 22           |

#### Géants d'Everton
Les joueurs suivants sont considérés comme des « Géants » pour leur contribution au club d'Everton. Un groupe choisi par le club établit la liste inaugurale en 2000 et un nouveau membre est introduit chaque saison.
| Année de sélection | Joueur              | Nation | Poste             | Période                       | Matchs | Buts |
| 2000               | Jack Sharp          |        | Milieu            | 1899–1909                     | 342    | 80   |
| 2000               | Sam Chedgzoy        |        | Milieu            | 1910–1925                     | 300    | 36   |
| 2000               | Dixie Dean          |        | Attaquant         | 1924–1937                     | 433    | 383  |
| 2000               | Ted Sagar           |        | Gardien           | 1929–1952                     | 500    | 0    |
| 2000               | Thomas George Jones |        | Défenseur central | 1936–1949                     | 178    | 5    |
| 2000               | Dave Hickson        |        | Attaquant         | 1951–1959                     | 243    | 111  |
| 2000               | Alex Young          |        | Attaquant         | 1960–1967                     | 272    | 89   |
| 2000               | Bob Latchford       |        | Attaquant         | 1973–1980                     | 286    | 138  |
| 2000               | Neville Southall    |        | Gardien           | 1981–1997                     | 751    | 0    |
| 2000               | Dave Watson         |        | Défenseur central | 1986–1999                     | 522    | 38   |
| 2000               | Howard Kendall      |        | Milieu            | 1966–1981                     | 274    | 30   |
| 2001               | Alan Ball           |        | Milieu            | 1966–1971                     | 251    | 79   |
| 2002               | Ray Wilson          |        | Arrière latéral   | 1964–1968                     | 151    | 0    |
| 2003               | Kevin Ratcliffe     |        | Défenseur central | 1980–1991                     | 461    | 2    |
| 2004               | Joe Royle           |        | Attaquant         | 1966–1974                     | 275    | 119  |
| 2005               | Graeme Sharp        |        | Attaquant         | 1979–1991                     | 447    | 159  |
| 2006               | Peter Reid          |        | Milieu            | 1982–1989                     | 234    | 13   |
| 2007               | Colin Harvey        |        | Milieu            | 1963–1974                     | 384    | 24   |
| 2008               | Gordon West         |        | Gardien           | 1962-1972                     | 402    | 0    |
| 2009               | Harry Catterick     |        | Attaquant         | 1946-1951 (Manager 1961-1973) | 59     | 19   |

#### Meilleure équipe de l'Histoire
| \| Southall Stevens Labone Ratcliffe Wilson Steven Ball Reid Sheedy Dean Sharp \| Meilleure équipe de l'Histoire |
| Southall Stevens Labone Ratcliffe Wilson Steven Ball Reid Sheedy Dean Sharp                                      |

Au début de la saison 2003–04, au cours des célébrations officielles du 125e anniversaire du club, les supporteurs ont été appelés à choisir la meilleure équipe de l'Histoire d'Everton.
- Neville Southall (1981–97)
- Gary Stevens (1982–89)
- Brian Labone (1958–71)
- Kevin Ratcliffe (1980–91)
- Ray Wilson (1964–69)
- Trevor Steven (1983–90)
- Alan Ball (1966–71)
- Peter Reid (1982–89)
- Kevin Sheedy (1982–92)
- Dixie Dean (1925–37)
- Graeme Sharp (1980–91)

#### Membres de l'English Football Hall of Fame
Certains joueurs d'Everton ont été inscrits à l'English Football Hall of Fame.
| - Dixie Dean (2002) - Paul Gascoigne (2002) - Alan Ball (2002) - Tommy Lawton (2003) | - Gary Lineker (2003) - Howard Kendall (2005) - Peter Beardsley (2007) - Mark Hughes (2007) | - Neville Southall (2008) - Ray Wilson (2008) - Joe Mercer (2009) |

#### Football League 100 Legends
La liste des Football League 100 Legends comprend « 100 joueurs légendaires de football » désignés par la ligue de football anglaise en 1998, pour célébrer la 100e saison, certains de ces joueurs ont joué à Everton.
| - Alan Ball - Dixie Dean | - Paul Gascoigne - Tommy Lawton | - Gary Lineker - Joe Mercer | - Neville Southall - Alex Young |

#### Joueurs en Coupe du monde
Ces joueurs ont défendu les couleurs de leur équipe nationale respective alors qu'ils évoluaient en club à Everton.
| - Tim Cahill (2006) - Slaven Bilić (1998) - Thomas Gravesen (2002) - Alan Ball (1970) - Brian Labone (1970) - Gary Lineker (1986) | - Keith Newton (1970) - Peter Reid (1986) - Trevor Steven (1986) - Gary Stevens (1986) - Ray Wilson (1966) - Tommy Wright (1970) | - Joseph Yobo (2010) - Yakubu Aiyegbeni (2010) - Thomas Myhre (1998) - Nuno Valente (2006) - Lee Carsley (2002) - Kevin Sheedy (1990) | - Stuart McCall (1990) - Alex Parker (1958) - Graeme Sharp (1986) - Steven Pienaar (2010) - Niclas Alexandersson (2002) - Tobias Linderoth (2002) | - Tim Howard (2006) - Joe-Max Moore (2002) - John Heitinga (2010) - Kevin Mirallas (2014) - Romelu Lukaku (2014) |

## Structures du club

### Stade

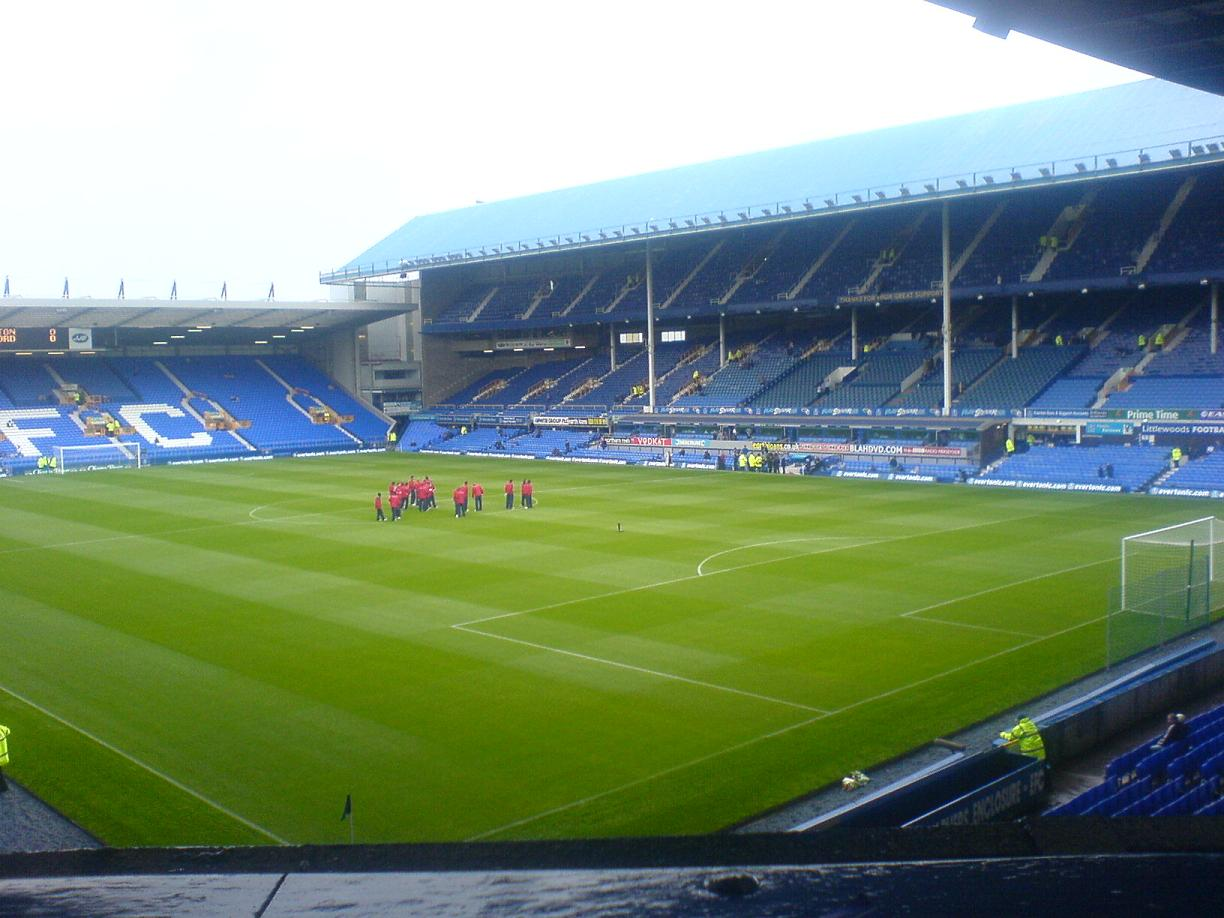
Goodison Park

À l'origine, Everton joue ses matchs dans le coin sud est du Stanley Park, où se situe le site de construction du nouveau stade du Liverpool FC, le premier match officiel s'y tient en 1879. En 1882, un dénommé J. Cruitt offre un terrain situé à Priory Road qui devient le domicile du club jusqu'à ce qu'il déménage à Anfield en 1884, ce terrain est occupé par le club jusqu'en 1892. À ce moment une brouille à propos de la façon dont le club est dirigé se déroule entre le propriétaire d'Anfield et le président d'Everton, John Houlding. Une nouvelle dispute entre Houlding et les dirigeants du club sur la direction du club conduit Houlding à tenter d'obtenir le contrôle total du club en enregistrant la marque Everton F.C. and Athletic Grounds Ltd. En réponse à ce coup de force, Everton quitte Anfield pour un nouveau stade, Goodison Park, où le club joue depuis lors. Houlding essaye de conserver le nom d'Everton, ses couleurs, son calendrier et son classement en championnat, mais ses demandes sont rejetées par la Fédération d'Angleterre de football. Au lieu de cela, Houlding fonde un nouveau club, le Liverpool Football Club.

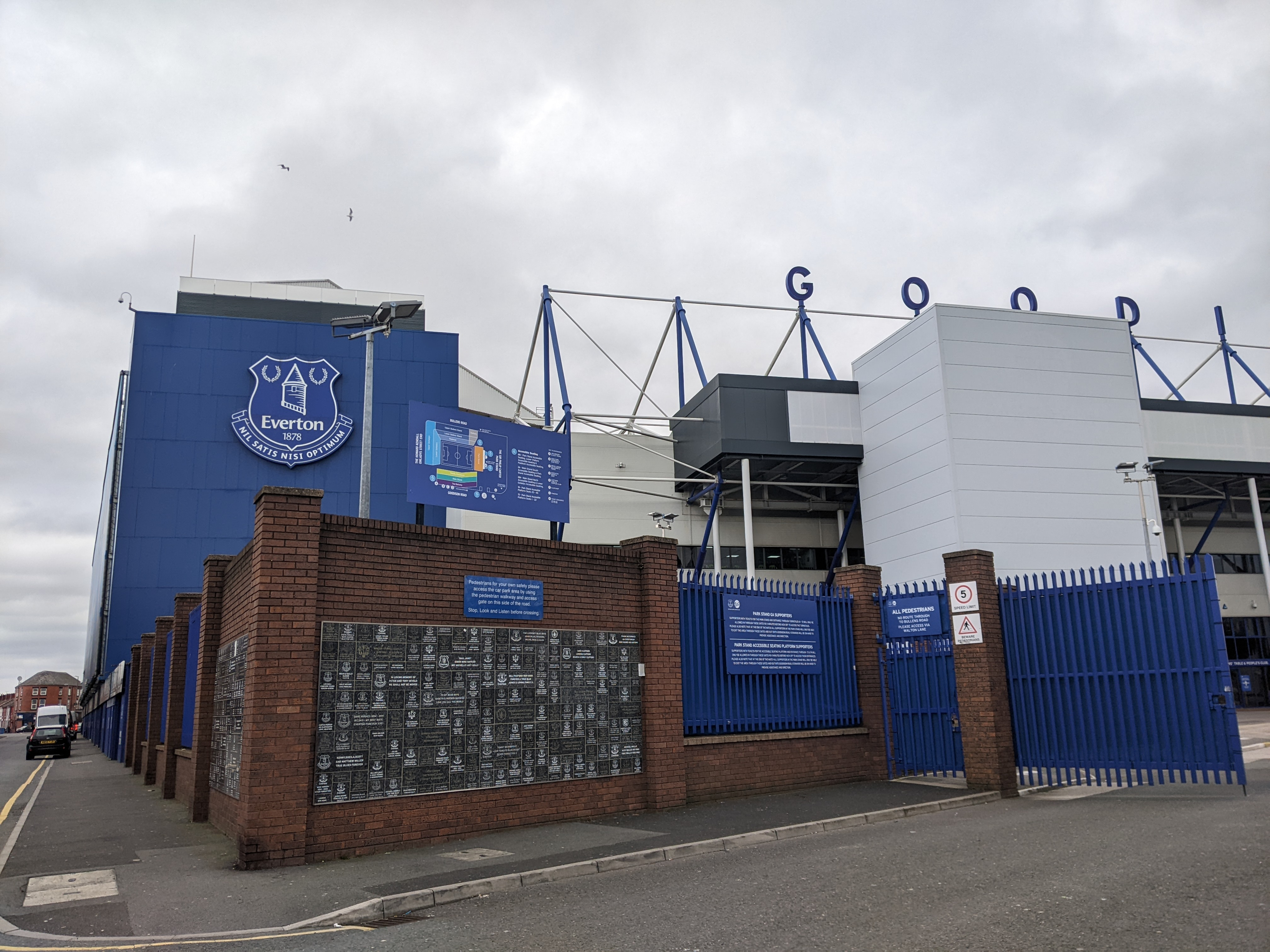
Goodison Park de l'extérieur

Depuis ces événements, une forte rivalité existe entre les deux clubs, même si celle-ci est souvent perçue comme plus empreinte de respect réciproque que bien d'autres derbys du football anglais. Ce respect est illustré par la chaîne d'écharpes bleues et rouges entre Goodison Park et Anfield traversant Stanley Park en hommage aux supporteurs de Liverpool tués lors de la Tragédie de Hillsborough.
Goodison Park, le premier grand stade de football construit en Angleterre, est ouvert en 1892. Ce stade accueille plus de matchs de première division que n'importe quel autre stade du Royaume-Uni et est le seul stade d'un club anglais à avoir accueilli une demi-finale de la Coupe du monde de football de 1966. Le stade est aussi le premier en Angleterre à se voir équiper d'un chauffage souterrain de la pelouse et le premier à être équipé de tribunes à double étage sur tous ses côtés.
Les jours de matchs, les joueurs entrent sur le terrain en chantant le générique de la série Z-Cars dont le titre est Johnny Todd, une chanson enfantine traditionnelle de Liverpool fixée en 1890 par Frank Kidson et qui raconte l'histoire d'un marin trompé dans son amour alors qu'il part en mer.

### Projet de nouveau stade

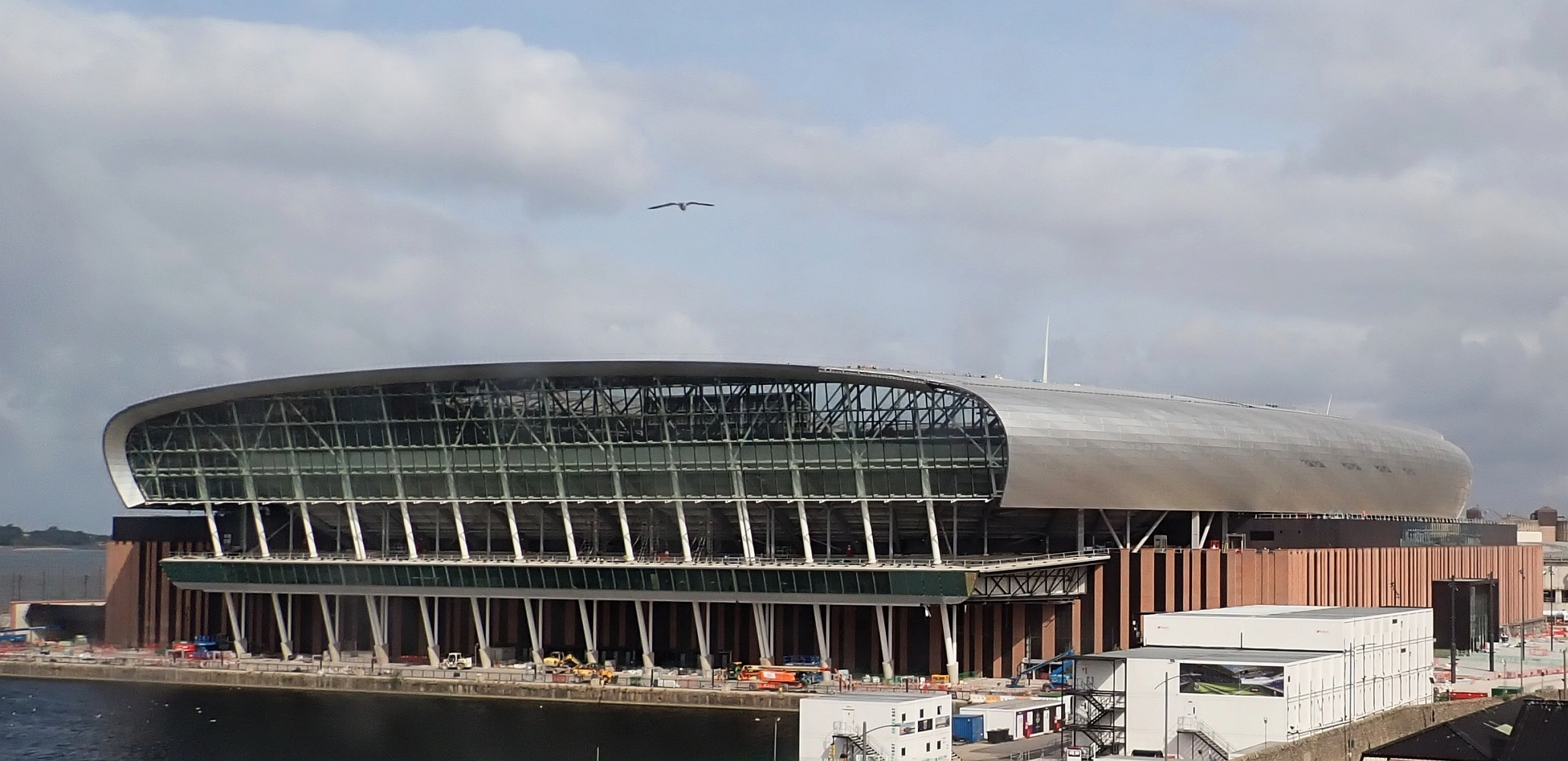
L'Everton Stadium, l'antre des Toffees à partir de l'été 2025.

Depuis 1996, Everton souhaite emménager dans un nouveau stade. À l'origine, le club envisage la construction d'un nouveau stade de 60 000 places assises, mais en 2000, il réduit le nombre de places de son projet à 55 000 et propose de l'insérer dans l'opération de renouvellement urbain du King's Dock de Liverpool. En 2003, ce projet se révèle infructueux, le club d'Everton n'est pas capable de réunir les 30 millions de livres sterling représentant la moitié du coût du projet ce qui conduit au rejet du dossier par le conseil municipal. 
Plus tard, en 2004, des négociations, sous la conduite du Liverpool Council et de la Northwest Development Corporation, se déroulent entre le club et le Liverpool FC dans l'optique d'une construction commune d'un stade situé à Stanley Park et classé monument de deuxième grade. Les négociations sont rompues car Everton ne peut apporter les fonds représentant 50 % du coût initial. Le 11 janvier 2005, Liverpool annonce l'impossibilité du plan de partage du coût de la construction du stade, et planifie la construction en propre du Stanley Park Stadium.
Le 16 juin 2006 Everton entre en négociations avec le conseil municipal du Borough of Knowsley et Tesco pour la possible construction d'un nouveau stade de 55 000 places assises à Kirkby. Le projet est extensible jusqu'à plus de 60 000 places. Le club prend l'initiative inhabituelle de demander l'avis de ses supporteurs en organisant un scrutin sur ce déménagement. Le scrutin se révèle positif avec 59,27 % de vote en faveur du projet. Cependant, une enquête publique liée à cette installation est programmée le 6 août 2008, retardant la construction d'au moins 18 mois. Le gouvernement rejette alors l'opération de changement de Stade d'Everton,. Les politiciens locaux et régionaux continuent de soutenir le projet, le conseil municipal de Liverpool organise une réunion avec Everton en vue d'évaluer et de lister quelques sites convenables dans l'emprise territoriale de la ville.
La Fédération d'Angleterre de football dans son projet d'organiser la Coupe du monde 2018 ou la Coupe du monde 2022 inclut la ville de Liverpool parmi les sites d'organisation des matchs. Le club d'Everton déclare qu'il sera incapable d'accueillir ce type de matchs sans un nouveau stade.
La construction du nouvel Everton Stadium débute en 2021 et le stade sera prêt pour le début de la saison 2025-2026. 

## Aspects juridiques et économiques
L'Everton FC est une entreprise privée de droit anglais dont les membres du comité de direction possèdent la majorité des parts. Le club possède 40,7 millions de livres sterling en avoirs bancaires, excluant les intérêts de prêt et les pénalités de remboursement d'emprunts, et un passif de 89,3 millions de livres sterling au total. Le chiffre d'affaires le plus récent est de 79,7 millions de livres sterling ; le plus haut montant dans l'histoire du club. Le découvert du club auprès de la Barclays est garanti par le Basic Award Fund du championnat anglais de première division, une somme de garantie donnée au club pour sa participation au championnat. Everton prend un prêt à long terme de 30 millions de livres sterling chez Bear Stearns et Prudential plc en 2002 remboursable en 25 ans ; comme consolidation de dettes et comme source de capital pour l'acquisition de nouveaux joueurs en contrepartie Goodison Park sert de caution.
En 2004, le club est proche d'être mis sous contrôle administratif et doit vendre l'attaquant international anglais Wayne Rooney pour équilibrer ses comptes. Trois ans plus tard, Francis Jeffers et Michael Ball sont vendus après que le club dépensa pour l'achat de joueurs en anticipant sur les montants des transferts d'autres joueurs qui n'ont finalement pu avoir lieu.
| Position                                                          | Nom                                                               | Nombre de parts (pourcentage) | Notes                                                                  |
| Président                                                         | Bill Kenwright                                                    | 8 754 (25 %)                  | Élu en octobre 1989 ; président depuis juin 2004.                      |
| Vice-Président                                                    | Jon Woods                                                         | 6 622 (19 %)                  | Élu en mars 2000.                                                      |
| Directeur                                                         | Robert Earl                                                       | 8 146 (23 %)                  | Élu en juillet 2007.                                                   |
| Président honoraire et directeur                                  | Philip Carter                                                     | 714 (2 %)                     | Président août 1978-1991, novembre 1998-juin 2004 ; réélu en août 2008 |
| Pourcentage des parts détenus par les membres du comité directeur | Pourcentage des parts détenus par les membres du comité directeur | 24 236 (69 %)                 |                                                                        |
| Chef du directoire                                                | Robert Elstone                                                    | -                             | Nommé en janvier 2009 à la suite de son rôle de PDG par intérim        |

## Soutiens et image

### Surnoms
Le surnom le plus généralement utilisé concernant Everton est « The Toffees » ou « The Toffeemen », qui date de l'époque où Everton s'installe à Goodison Park. Il y a plusieurs hypothèses concernant l'origine du surnom. La plus célèbre est celle de l'échoppe située près du terrain du nom de Mother Noblett's Toffee Shop qui vendait des sucreries, dont des Everton Mint, les jours de matchs. La tradition des Toffee Ladies est également invoquée en complément : des jeunes femmes faisaient le tour du terrain avant le début du match lançant dans la foule des spectateurs des Everton Mints. Une autre explication possible est la maison nommée Ye Anciente Everton Toffee House située à proximité de l'hôtel Queen's Head dans laquelle les réunions du club se tiennent à ses débuts,.
Le club a par la suite reçu de nombreux autres surnoms. À l'époque où Everton utilise son équipement entièrement noir son surnom est « The Black Watch », d'après le nom d'une célèbre brigade de l'armée britannique. Depuis 1901 et l'adoption du bleu, Everton est simplement surnommé « The Blues ». Le style de jeu attractif d'Everton conduit Steve Bloomer à qualifier en 1928 l'équipe de « scientific », ce qui inspire le surnom de « The School of Science ». L'équipe gagnant la Coupe d'Angleterre de 1995 est elle-même connue sous le nom de « The Dogs of War ». Lorsque David Moyes devient manager, il parle d'Everton comme de « The People’s Club », surnom qui est immédiatement adopté.

### Supporters
Everton possède un nombre important de supporters et détient la neuvième affluence moyenne en Angleterre. La raison du positionnement d'Everton en neuvième position est due à la faible capacité d'accueil de Goodison Park. La majorité des supporters présents les jours de match d'Everton provient d'Angleterre du Nord-Ouest, plus particulièrement de Merseyside et du Cheshire. Everton a également beaucoup de supporteurs qui viennent de Galles du Nord et d'Irlande. Everton compte beaucoup de sections de supporteurs à travers le monde, en Amérique du Nord, à Singapour, en Norvège, au Liban, et en Thaïlande. Everton compte également de nombreux supporteurs en Australie, l'ancien milieu de terrain Tim Cahill et le défenseur Lucas Neill étant australiens. Le club officiel des supporteurs est l'Evertonia, et il existe plusieurs fanzine du club dont When Skies are Grey et Speke from the Harbour, qui sont en vente autour de Goodison Park les jours de matchs.
Comme beaucoup de clubs avec autant de supporters, Everton bénéficie également du support de nombreuses célébrités, dont Pete Best, Matt Dawson, Austin Healey, Amanda Holden, Gethin Jones, Liz McClarnon, Roger McGough, Simon O'Brien, John Parrott, Leonard Rossiter et Sylvester Stallone.

### Affluence
Everton domine les classements d'affluences du Championnat d'Angleterre de 1888-1889 à 1897-1898 avec des moyennes passant de 7 260 à 17 390. On retrouve Everton en tête du classement des affluences en 1955-1956 avec une moyenne de 42 768 spectateurs par match puis en 1962-1963 (51 603) et 1963-1964 (49 401). En 1969-1970, la moyenne de spectateurs est de 49 531 en championnat, soit 331 de moins que Manchester United.
Les moyennes s'améliorent en général à l'occasion de meilleures performances en championnat et selon la présence et la qualité de l'autre équipe de la ville, le Liverpool Football Club. La plus forte progression d'une saison sur l'autre se situe en 1984-1985 avec une progression de 12 641 spectateurs. Cette année-là le club est couronné champion et suit une fin de saison 1984 où il avait remporté la coupe d'Angleterre.

### Relations avec d'autres clubs

#### Liens privilégiés
Everton entretient des liens privilégiés avec l'académie de football de Ballyoulster United située à Celbridge en Irlande, l'association de football de l'Ontario au Canada, et la Fédération de Thaïlande de football qui organise une compétition nommée Chang-Everton Cup dans laquelle se rencontrent les écoliers du pays. Depuis 2006, Everton joue chaque année un match amical contre Preston North End, une équipe qui possède de très forts liens avec le manager David Moyes.
Le club possède une équipe professionnelle de basket-ball des Everton Tigers qui joue dans la British Basketball League. Cette équipe est lancée au cours de l'été 2007 dans le cadre d'un programme communautaire du club. Il joue ses matchs à domicile au Greenbank Sports Academy.
Everton a aussi ouvert des relations particulières avec le club chilien de Corporacion Deportiva Everton de Viña del Mar dont le nom découle de celui du club anglais,. D'autres clubs du nom d'Everton existent à Rosario dans le département de Colonia en Uruguay, La Plata, et Río Cuarto en Argentine,, ainsi qu'à Elk Grove aux États-Unis.

#### Rivalités

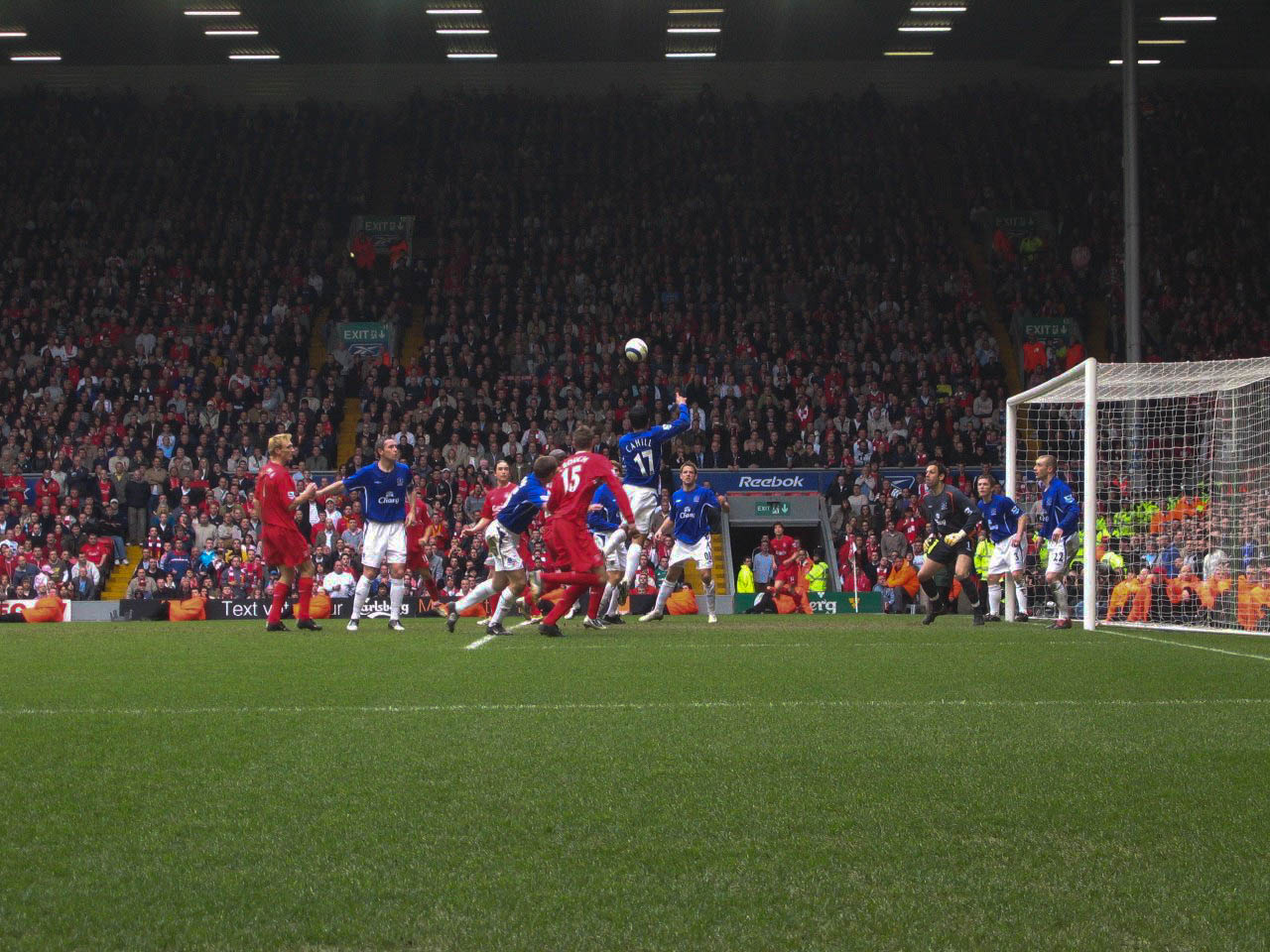
Derby face à Liverpool en 2007

Un sondage effectué en 2003 auprès des supporteurs de football indique que pour ceux-ci les principaux rivaux d'Everton sont Liverpool FC, Manchester United et Tranmere Rovers. Une rivalité, de moindre importance existe également avec Manchester City.
Le plus grand rival d'Everton est l'autre club de la ville, le Liverpool FC, contre qui il dispute le Merseyside derby. Ce derby se joue généralement à guichets fermés et est souvent un match fermé et violent ; il y a eu plus de cartons rouges au cours de ces matchs que dans toute autre rencontre de l'histoire de la première division anglaise. Cette rivalité provient de la formation du Liverpool FC après un désaccord interne entre les dirigeants d'Everton et les propriétaires d'Anfield, terrain alors utilisé par le club. Des différences religieuses sont aussi évoquées comme sources de cette division, Everton se situant plutôt du côté catholique, alors que les deux équipes ont été fondées par des méthodistes.
Au total, 220 derbys de la Mersey ont été disputés au cours de l'histoire. Everton en a remporté 66 contre 89 pour les Reds. Le gardien des Toffees Neville Southall est le recordman du nombre d'apparitions dans ce derby avec 41 matchs disputés.

## Autres sections

### Section féminine

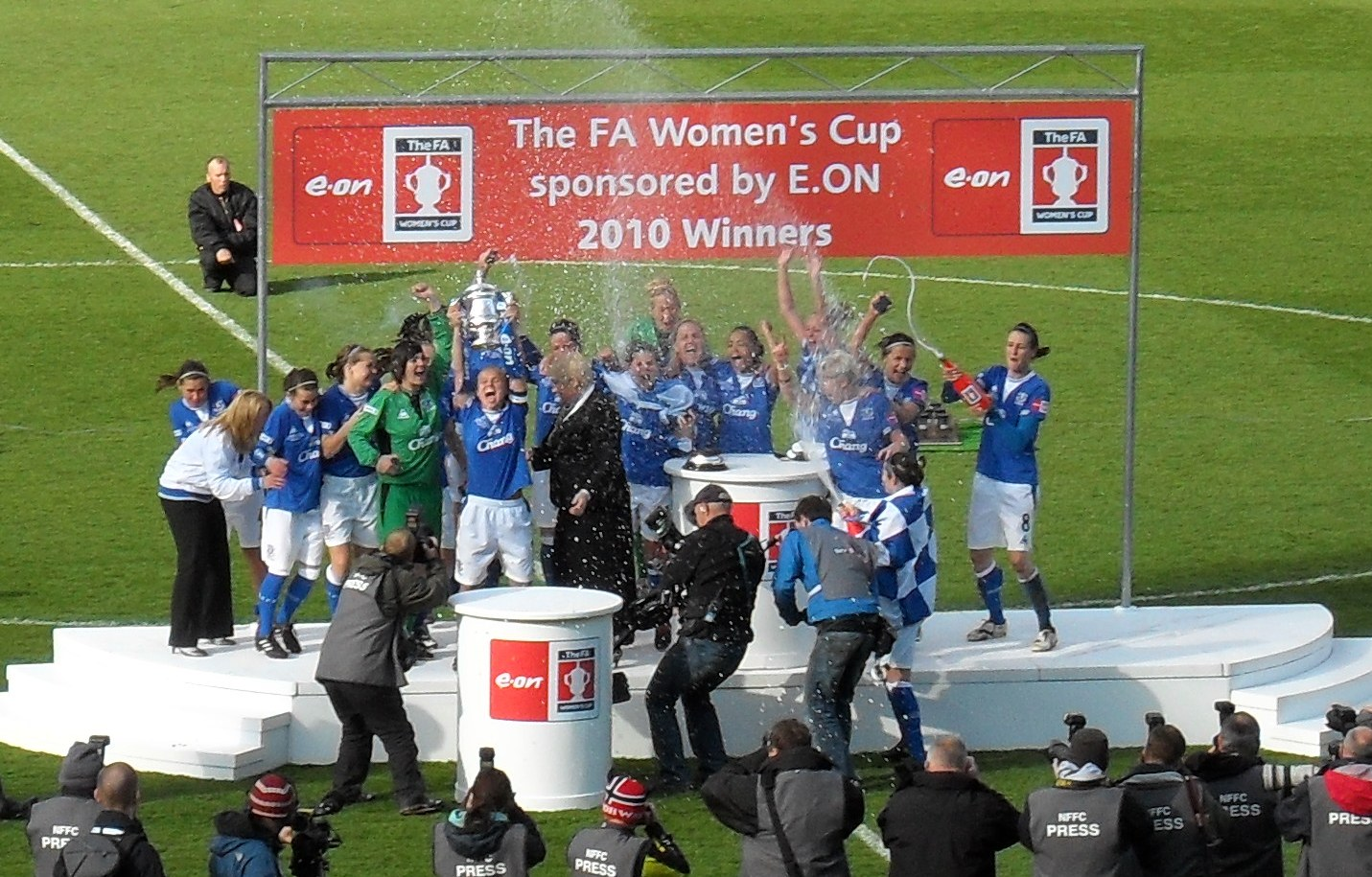
Les joueuses d'Everton avec la FA Cup féminine en 2010.

L'Everton Ladies Football Club est le club de football féminin affilié à l'Everton FC. Pour la saison 2009-2010, il joue dans le championnat d'Angleterre de football féminin, le plus haut niveau du football féminin anglais. Fondé en 1983, l'Everton Ladies joue au Rossett Park, en bleu et blanc comme l'équipe première masculine. D'abord appelé Hoylake WFC à sa fondation, il change de nom pour être appelé Leasowe. C'est depuis 1995 qu'il porte le nom d'Everton Ladies Football Club.
Depuis les années 1990, il joue en Premier League. En 1998, l'Everton Ladies FC remporte le championnat de Premier League, la Coupe d'Angleterre féminine en 1989, la Coupe de la Premier League en 2008 ainsi que deux Community Shield en 2007 et 2009. Comme pour leurs homologues masculins, l'équipe rivale de l'Everton LFC est Liverpool. Le derby de Merseyside a de nouveau lieu chaque année après la remontée de Liverpool en première division pour la saison 2007-2008.

### Équipe réserve
La réserve de l'Everton Football Club joue en Premier Reserve League North. Lors de la saison 2000-2001, elle remporte le Premier Reserve League North. L'équipe réserve d'Everton joue au Halton Stadium situé à Widnes. Ce stade est à l'origine un stade de rugby à XIII qui accueille les matchs à domicile des Widnes Vikings. L'équipe réserve joue la Liverpool Senior Cup.

### Everton Academy

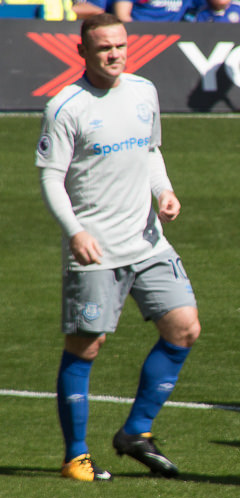
Wayne Rooney, l'un des meilleurs joueurs issus de l'académie.

L'Everton Academy est le centre de formation de footballeurs d'Everton. Les enfants de 6 à 19 ans y reçoivent une formation en football et un enseignement scolaire jusqu'à l'âge de 16 ans au minimum. Il est fondé en 1997, et une vingtaine de footballeurs professionnels sortent de ses rangs : on peut citer Wayne Rooney, Richard Dunne, Michael Ball, Gavin McCann, Francis Jeffers, Tony Hibbert, Leon Osman, James Vaughan ou encore Victor Anichebe. Le centre de formation est situé à Finch Farm dans la banlieue liverpuldienne de Halewood. L'académie est dirigée par Ray Hall, et, l'ancien footballeur international irlandais Kevin Sheedy est plus spécifiquement responsable des jeunes de 17 à 19 ans.